# Druckersprache
Druckersprache ist die Bezeichnung für eine Fachsprache, die in der polygraphischen Industrie, insbesondere in der Drucktechnik, entstanden ist. Der Begriff Drucker ist aus dem „druckenden“ Handwerk entstanden. Erst mit der Herausbildung der Massenproduktion fand eine Differenzierung der Berufsgruppen statt.
Die Bezeichnung Setzersprache wird gelegentlich für jene Begriffe verwendet, die sich nicht auf den eigentlichen Druckvorgang beziehen, sondern auf den vorigen Arbeitsschritt, den Satz. So wehren sich Drucker dagegen, dass Rechtschreibfehler als „Druckfehler“ bezeichnet werden. Sie verwenden stattdessen den Begriff „Satzfehler“, wenn ein Rechtschreibfehler vom Setzer verursacht wurde.

## Begriffsliste

### A
Abbreviatur
Lateinisch für „wird abgekürzt“. Im Bleisatz wurde oft aus Gründen der Raumersparnis abbreviert. Besonders bei Kleinanzeigen in Zeitungen und Lexika wurde gern Platz eingespart.
Abfallend
Abfallender, d. h. randloser Druck (Überfüllung).
Abgittern, Entgittern
Entfernen von durch Stanzen entstandenem, überschüssigem Material.
Ablationsplatte
Aktueller umweltfreundlicher Plattentyp für CTP, der keine Entwicklung mehr benötigt.
Ablegen
Diese Tätigkeit bezeichnet das Rück-(Ab)legen des Bleisatzes nach dem Druck. Beim Handsatz wurden die Lettern in den Setzkasten zurückgelegt. Beim Maschinensatz wurde der gegossene Satz wieder eingeschmolzen.
Abliegen
Das Abfärben frischer Drucke auf die Rückseite des darüber liegenden Bogens.
Abrakeln
Reinigen des Farbwerkes der Druckmaschine. Die Farbe wird gemeinsam mit dem Waschmedium mit einer Gummirakel von den Farbwalzen abgenommen.
Abschwächer
Bezeichnet Lösungen, mit denen die Schwärzung bei fotografischen Aufnahmen aufgehellt wird. Bekanntestes Beispiel ist der Farmersche Abschwächer.
Abspecken
Abschälen von Papier auf der Rolle, das durch den Transport beschädigt wurde.
Abstimmbogen
Genehmigte Vorlage für den Auflagendruck.
Abstimmung
Ist das Beurteilen und Ausgleichen der Differenzen in Ton- und Farbwerten zwischen Andruck und Fortdruck durch die Farbführung in der Druckmaschine.
Abwicklung
Bei Offsetdruckmaschinen wird damit das gegenseitige Abrollen von Platten-, Gummi- und Gegendruckzylinder bezeichnet.
Abzug
Ein bedruckter Bogen.
Ätzgravur
Siehe dazu Heliogravüre
Affiche
Fachspezifische Bezeichnung für ein Plakat.
Ahle
Setzerwerkzeug, gedrechselter Holzgriff mit Aufnahmevorrichtung der Ahlenspitze (erinnert an eine dicke Stopfnadel ohne Öhr), dient zum Einstecken der Kolumnenschnur beim Ausbinden des Bleisatzes und zum Anstechen und Herausziehen schadhafter Buchstaben aus dem Satz bei der Korrektur.
Akzidenz
Eine Druck- oder Satzarbeit von geringem Umfang.
Alphakanal, α-Kanal
Zusätzlicher Kanal, der in Rastergrafiken zusätzlich zu den Farbinformationen die Transparenz (Durchsichtigkeit) der einzelnen Pixel (Bildpunkte) speichert. Layoutanwendungen unterstützten anfangs nur 1-Bit-Kanäle (sichtbar/durchsichtbar), mittlerweile auch 8-Bit-Kanäle (256 Transparenzstufen).
Andruck
Ein Probedruck zur Überprüfung der Qualität, besonders bei mehrfarbigen Arbeiten an einer Druckmaschine.
Andruckskala
Zusammenstellung von Einzel- und Zusammendrucken beim Mehrfarbendruck.
Anfasser
Bedienelemente zur Manipulation von Vektorgrafikelementen in Grafikprogrammen.
Anlage, Anlagemarke
Mechanische Anschläge sind die Marke, an denen im Bogendruck jeder einzelne Druckbogen pass- und registergenau ausgerichtet wird. Sie wird auch Anlegemarke genannt. Als Anlagemarke werden auch die im Bogenoffsetdruck zusammen mit anderen Marken (Schnittmarken, Passermarken, Flattermarken) mitgedruckten Markierungen bezeichnet.
Anschnitt, auch randabfallendIst die Linie, an der entlang ein Druckbogen aufs Endformat beschnitten wird. Ragen bedruckte Bereiche (Farbflächen, Fotos, Grafiken) an die Papier- oder Bedruckstoff-Kante einer fertigen Drucksache heißen sie randabfallende oder im Anschnitt liegende Elemente. Solche Elemente werden in Druckvorlagen mit Beschnittzugabe angelegt.
Antialiasing
Reduzierung des Treppen- oder Sägezahneffekts bei Rastergrafiken.
Antiqua
Schrift, die auf das römische, in Stein gemeißelte Alphabet zurückgeht.
AP-Papier
Papiersorten, die zu mindestens 70 % aus Altpapier bestehen. Dazu zählen die für Verpackungszwecke bestimmten Papier-, Karton- und Pappesorten sowie ein Teil der in der Bundesrepublik erzeugten Zeitungsdruck- und Hygienepapiere.
Aquatinta
Bezeichnet ein Tiefdruckverfahren der künstlerischen Druckgrafik, bei der über Flächenätzung Halbtöne erzeugt werden.
Arkansas-Ölstein
siehe Ölstein
Atlasfarben
Druckfarben mit metallisch glänzender Oberfläche.
ATM
Der Adobe Type Manager rechnet PostScript-Schriften für die Darstellung auf dem Bildschirm oder für nicht PostScript-fähige Drucker um und ist für Windows- und Macintosh-Computer verfügbar.
Aufbauen
Das unerwünschte örtliche Ansammeln von Druckfarbe auf dem Gummituch beim Mehrfarben-Nass-in-Nass-Offsetdruck.
Auflage
Gesamtzahl der gleichzeitig hergestellten Drucksachen.
Auflösung
Anzahl an Bildelementen (Dots/Pixel) in einer Fläche bzw. pro Strecke, durch die die Detailgenauigkeit bestimmt wird.
Beispiele: Foto-Drucker mit 1440 dpi (dots per inch, Punkte pro Zoll), Belichter mit 2.540 dpcm (dots per cm), Foto für Zeitschrift mit 300 ppi (pixel per inch)
Aufsichtsvorlage
Reproduktionsvorlage auf Papier oder Karton, im Gegensatz zur Durchsichtsvorlage oder Diapositiv.
Aufzug
Überzug des Druckzylinders oder des Tiegels auf der Gegendruckseite. Aufgaben: Anpassen des Zylinderumfanges an die Bedruckstoffstärke. Der Aufzug im Buchdruck besteht aus einem Deckbogen aus widerstandsfähigem, festen Papier und mehreren Unterlagsbogen. Je nach Art der Unterlagsbögen entsteht ein harter Aufzug oder ein weicher Aufzug.
Augenpulver
Ist die interne Bezeichnung für eine besonders klein oder eng gesetzte und damit schwer lesbare Schrift.
Ausdruck
1.) Die Beendigung des Fortdrucks. 2.) Ausgabe eines Computer-Druckers
Ausgleichen
Schaffen optisch gleicher Abstände zwischen einzelnen Buchstaben. Störende Weiten werden durch Unterschneiden beseitigt.
Ausleger
Ort der Stapelung der bedruckten Bogen an Bogendruckmaschinen. Der Stapel kann bei laufender Maschine aus der Auslage gefahren werden.
Aussparen
Gegenteil von Überdrucken. Ausgrenzen von Objektteilen, die hinter anderen Objektteilen liegen. Beispiel: Wird auf eine Fläche in Cyan ein Kreis in Magenta gelegt, wird an dessen Stelle die Cyan-Fläche ausgespart, also letztlich auf der Cyan-Druckplatte hier keine Farbe übertragen. Würde nicht ausgespart, wäre der Kreis nach Druck blau (Cyan+Magenta). Würde ausschließlich die Cyan-Platte gedruckt, wäre der Kreis weiß (bzw. in Bedruckstofffarbe), also an jener Stelle unbedruckt.
Ausrichtung
Anordnung des Textes als linksbündiger, rechtsbündiger oder zentrierter Flattersatz oder Blocksatz.
Ausschießen
Der Arbeitsschritt bei der Produktion von Druckprodukten wie Büchern und Zeitschriften, bei dem die Einzelseiten so auf der Druckform platziert werden, dass sie nach dem Falzen des Druckbogens oder Rollenabschnittes in leserichtiger Reihenfolge stehen.
Ausbringen/Austreiben
Erweiterung der Wortabstände, damit eine weitere Zeile entsteht. Arbeitstechnik zur Vermeidung von Hurenkindern und Schusterjungen.
Ausschließen
Begriff der Schriftsetzer, der das Ausgleichen der einzelnen Zeilen bezeichnet, um sie auf die erforderliche Satzbreite zu bringen.
Auszeichnen
Hervorheben von Textteilen z. B. durch von der Grundschrift abweichende Schriftvarianten wie kursive und fette Schriftschnitte oder Kapitälchen, durch Versalien (Großbuchstaben), durch Sperren, Unterstreichen oder Einfärben des Textes, aber auch durch andere Schriftgrößen und -arten. Auch (handschriftliches) Kenntlichmachen entsprechender Stellen im zugehörigen Manuskript gehört dazu.
Autografie, Umdruck
Unter diesen beiden Begriffen sind Methoden zusammengefasst, mit deren Hilfe Zeichnungen oder Drucke von einem speziellen Papier auf Stein oder Metall übertragen werden.
Autokorrektur
Textkorrektur durch Rechtschreibprüfungs-Automatik in Textverarbeitungs-Software (während des Verfassens oder nachträglich).
Autorenkorrektur/Autorkorrektur
Vom Verfasser angewiesene Änderungen, im Gegensatz zur Hauskorrektur.
Autorensystem
Synonym für eine visuelle Programmierumgebung.
Autorkorrektur
Siehe Autorenkorrektur.
Autotracing
Automatisches Folgen einer grafischen Kontur durch den Computer, wobei der Kontrastwechsel im Bild oder in der Grafik als Richtlinie gebraucht wird. Auf diese Weise lassen sich als Rastergrafik gespeicherte Bilder in Vektorgrafiken umsetzen, die dann durch spezifische Software bearbeitet werden können.
Autotypie
Bezeichnung für die gerasterte Hochdruckform auf Zink- oder Kunststoffplatten.
Azureelinien
Feine Linienanordnungen auf Dokumenten, Wertpapieren, Schecks, die das Kopieren erschweren sollen.

### B
Ballardhaut
Bezeichnung für eine abziehbare Kupferschicht auf dem Tiefdruckzylinder.
Bahn
Bezeichnung der Papierbahn in Rollendruckmaschinen.
Barytpapier
Mit Bariumsulfat beschichtetes Papier, auf dem besonders präzise Satzabzüge hergestellt werden konnten. Wurde vor der Einführung des Fotosatzes verwendet, um den Satz auf Film zu übertragen. Das geschah mittels einer Reprokamera oder auch durch eine direkte Kontaktbelichtung auf Strichfilm (Negativ-/Positivmaterial oder andere lichtempfindliche Folien, z. B. „K-9-Folien“), da das Papier nahezu keine Fasern aufweist. Außer für Andrucke vom Bleisatz wurde Barytpapier auch beim Composer-Schreibsatz verwandt.
Bedruckbarkeit
Oberflächeneigenschaften von Papieren wie Glätte, Saugfähigkeit, Farbannahmefähigkeit.
Bedruckstoff
Bezeichnet Papier, Karton, Folien und andere bedruckbare Stoffe.
Beihefter (Einhefter)
Prospekte und Drucksachen, die in Zeitschriften eingeheftet oder am Bund angeleimt werden.
Berliner Format
Bekanntes Zeitungsstandardformat mit einer Doppelseitengröße von 470 × 630 mm (Satzspiegel 420 × 280 mm). Mehr als die Hälfte aller Tageszeitungen wird in diesem Format gedruckt.
Berliner Manier
Begriff aus der Chromolithografie und bezeichnet die bekannteste Punktiertechnik, bei welcher der Lithograf Punkte halbkreisförmig aneinandersetzt, um Halbtöne zu erzeugen.
Belichter
Gerät zur Laserbelichtung von Spezialfilmen oder Druckplatten in hohen Auflösungen (ca. 1200 bis 2540 dpi).
 Beschnitt
In der Weiterverarbeitung: Überrest des Papiers bzw. Bedruckstoffs nach dem Schneiden des selbigen aufs Endformat.
In der Vorlagenerstellung: Rand bzw. Bereich (in mm; je Kante mit im Anschnitt liegenden Elementen), der das Endformat einer Drucksache erweitert. Der Beschnitt wird (hin)zugegeben, daher auch Beschnittzugabe. Der Beschnitt ist verarbeitungstechnisch notwendig und wird hinzugegeben, um technisch bedingte Ungenauigkeiten beim Schneiden eines Druckbogens aufs Endformat auszugleichen bzw. tolerieren zu können. Wenn eine fertige Drucksache bedruckte Flächen enthalten soll, die an die Papier- oder Bedruckstoff-Kante ragen (im Anschnitt liegen), muss die Druckvorlage zuvor größer angelegt werden, sodass sich an jeder Kante ein bedruckter Rand ergibt, der in der Weiterverarbeitung beschnitten werden kann. Als Regel gelten drei Millimeter, aber Werte zwischen zwei und fünf Millimeter sind gebräuchlich.
Beschnittzeichen
Werden bei der Weiterverarbeitung eines Druckproduktes benötigt, weil das Papierformat beim Druckvorgang in der Regel größer ist als das Endformat der Drucksache. Bei einfachen Drucksachen, wie Briefbogen und Visitenkarten, wird das Produkt anhand der Beschnittzeichen nach dem Druck zugeschnitten.
Bestäuben
Aufbringen eines Trockenbestäubungsmittels auf die bedruckten Bogen, um ein Abliegen zu verhindern.
Bibliophile Drucksachen
Besonders aufwändige und kostbare Drucksachen. Vor allem Bücher, die in konventioneller Weise gestaltet, gedruckt und gebunden werden.
Binden
Zusammenfügen einzelner Seiten zu einem Buchblock.
Bindestrich
mehrdeutig, siehe Bindestrich/Divis und Bindestrich-Minus zum Setzen des orthografischen Bindestrichs.
Bindeverfahren
Die wichtigsten Bindeverfahren bei der Weiterverarbeitung von Drucksachen sind die Drahtheftung, die Klebebindung und die Fadenheftung.
Binnenmajuskel
Ein Großbuchstabe (Majuskel) mitten in einem Wort. Beispiele dafür sind: iPad, BlackBerry. Ursprünglich waren diese nur in alten Familiennamen enthalten, wie McIntosh, DeJong. Die Binnenmajuskel ist vielfach in der Werbung zu finden, wie BahnCard, PreisHammer oder SonnenStudio
Bittiefe
Die Anzahl der verwendeten Bits zur Wiedergabe jedes einzelnen Pixels in einem Bild. Sie bestimmt den möglichen Farb- und Tonwertumfang.
Blaupause, Ozalidkopie
Von fertigen Montagen werden zur Text-, Bild- und Standkontrolle vor der Plattenkopie Lichtpausen hergestellt.
Bleiläuse
Eine fiktive Tierart, um einen typischen Buchdrucker-Scherz mit den Setzerlehrlingen zu treiben.
Bleisatz
Bezeichnet ein Verfahren zur Herstellung von Druckformen für den Buchdruck aus einzelnen Lettern.
Bleiwüste
Umgangssprachlich kritische Bezeichnung für ein visuell schwer lesbares Dokument. Ein Beispiel ist eine textschwere Zeitungsseite ohne jegliche Auflockerung durch Bilder oder Illustrationen.
Blindfisch oder Zwiebelfisch
Nennen Schriftsetzer und Buchdrucker einzelne Buchstaben innerhalb eines Textes aus einer anderen Schrift.
Blindmaterial
Bezeichnung für die nichtdruckenden Teile des Bleisatzes, wie Ausschluss, Quadrate, Stückdurchschuss, Regletten und Stege.
Blindmuster oder Dummy
Muster eines Buches, eines Kataloges, einer Verpackung, das in Format und Umfang dem Papier, der Verarbeitung und dem Einband des Endprodukts entspricht. Alle Seiten sind jedoch unbedruckt oder nur als Unikat für diesen Dummy hergestellt.
Blindprägung
das Prägen von Mustern, Motiven oder Schrift ohne Farbe.
Blindtext
Sinn- oder inhaltsloser Text, der als Platzhalter den späteren optischen Eindruck vermitteln soll.
Blitzer
Kleine, unbedruckte Stellen, die im Druck bei aneinandergrenzenden Farbflächen entstehen, wenn die Farben ungenau eingepasst sind. Zur Vermeidung von Blitzern wird mit Überfüllungen gearbeitet.
Blockklebebindung
Klebebindeverfahren, bei dem der gesamte Buchblock im Rücken feststehend geklebt wird.
Blockade
Bezeichnung aus dem Handsatz, bei dem ein auffälliges Zeichen, wie eine auf den Kopf gestellte Drucktype oder ein gefülltes Viereck eingefügt wurde. Damit sollten der Korrektor und der Verfasser auf unklare Manuskriptstellen hingewiesen werden.
Blocksatz
Alle Zeilen werden durch Erweiterung der Wortzwischenräume auf gleiche Breite gebracht.
Bohren
Bezeichnung für das Lochen beispielsweise eines Formulars. Gängig sind die DIN-Lochungen (zweifach oder vierfach).
Bogen
Papierbogen, Bedruckstoff.
Bogenanleger
Bezeichnung für ein Aggregat an Bogendruckmaschinen, das die einzelnen Bogen vom Stapel trennt, transportiert, exakt ausrichtet und an die Druckmaschine übergibt.
Bogenmontage
Zusammenstellung von mehreren als Druckvorlage dienenden Filmteilen zu einer Druckform.
Bogennorm
Am Fuß, im Rücken oder im Beschnitt der ersten Seite eines jeden Druckbogens angebrachte Kurzangabe des Titels eines Werkes.
Bogenoffset
Nach der Art des zugeführten Papiers werden Bogenoffset und Rollenoffset unterschieden. Beim Bogenoffsetdruck werden Bogen und beim Rollenoffsetdruck Papierbahnen bedruckt. Bogenoffset eignet sich für kleine und mittlere Auflagen.
Bogensignatur
Kennzeichnung eines jeden Druckbogens im Werkdruck durch die fortlaufende Bogenzahl im Fuß der ersten Seite. Die Bogenzahl wird häufig mit einem Stern auf der dritten Seite wiederholt.
Breitbahn
Der Papierbogen liegt breit in der Papierbahn, aus der er geschnitten wird. Die kurze Kante liegt parallel zur Laufrichtung des Papiers (bevorzugte Richtung der Fasern).
Bronzieren
Bronzieren ist eine alte Technik, bei der der Drucker Papier, Unterdruckfarbe und Bronze in Übereinstimmung bringen muss. Der noch frische Druck der Unterdruckfarbe wird dabei mittels Wattebausch mit Bronzestaub bepudert.
Broschüre
Bezeichnung für ein Schriftwerk von geringem Umfang ohne festen Einband.
Brotschrift
Die Brotschrift ist kein bestimmter Font (Schriftart). Sie ist vielmehr im klassischen Sinne die vorherrschende Schrift, aus der der größte Teil eines Textes gesetzt wurde. Mit der Brotschrift verdienten sich die Setzer ihr alltägliches Brot.
Buchblock
Die bedruckten, gehefteten oder klebegebundenen und beschnittenen Blätter eines Buches.
Buchdecke
Bezeichnung für denjenigen Teil des Buches, der sich um den Buchblock fügt und diesen schützt.
Buchdruckergruß
Gott grüß die Kunst.
Buchschleife
Papierstreifen, der als Blickfang und Werbeträger um neuerschienene Bücher gelegt wird.
Buchschnitt
Ergebnis des Beschneidens eines Buchblocks. Es wird unterschieden nach Kopfschnitt, Vorderschnitt und Fußschnitt.
Bund
Bei doppelseitigen Dokumenten Bezeichnung für den jeweils inneren Rand, an dem das Dokument gebunden wird.
Buntaufbau
Eine Form des Bildaufbaus im Mehrfarbendruck.
Buntheit
Kennzeichnung für den Grad der Farbigkeit unter Berücksichtigung der Helligkeit. Die helligkeitsabhängige Farbigkeit wird als Sättigung bezeichnet.
Bürstenabzug
Probeabzug einer gesetzten Seite, bei der das Papier nicht maschinell, sondern durch Überstreichen mit einer Bürste zur Farbaufnahme angedrückt wird.
Butzen
Fremdkörper, die sich auf der Druckform oder dem Gummituch (Offsetdruck) festsetzen und zu Fehlstellen im Druck führen.
Büttenpapier
Ein mit einem Sieb aus der Bütte geschöpftes Papier mit ungleichmäßigem Rand („Büttenrand“). Der Büttenrand kann bei Verkaufsprodukten bereits durch Beschnitt entfernt sein

### C
C
Kurzbezeichnung für die Farbe Cyan (Blau) aus dem CMYK-Farbmodell.
Chemigrafie
Bezeichnung für ein Verfahren im Hochdruck, bei dem Zinkplatten für den Druck hochgeätzt werden, ein Chemigraf ist ein Mitarbeiter in der Chemigrafie.
Chromagraph
Ein professioneller Trommelscanner von Rudolf Hell, der 1965 entwickelt wurde.
Chromolithografie
Eine farbige Variante der Lithografie, die bis in die 1930er Jahre das verbreitetste Druckverfahren für farbige Illustrationen hoher Qualität sein sollte.
Chromopapier und -karton
Holzfreie oder holzhaltige Papiere und Kartons, die in der Regel einseitig gestrichen sind und besonders im Steindruck verwendet wurden.
Cicero
Ein typografisches Maß von 12 Punkt Größe.
CMYK
Das vierfarbige Farbsystem in der Druckindustrie (Cyan, Magenta, Gelb [Yellow], Tiefe oder Schwarz [Key]), auch Prozessfarben genannt.
Color Management, Farbmanagement
Das Farbmanagement hat zum Ziel, eine mit einem beliebigen Eingabegerät erfasste Vorlage an einem beliebigen Ausgabegerät möglichst ähnlich wiederzugeben.
Composing
Das manuelle oder elektronische Zusammenkopieren von Bildern und Texten für eine Druckvorlage.
Computer Publishing
Das mediengerechte Erstellen (Print- oder elektronische Medien) bzw. typografische/grafische Aufbereiten von Dokumenten am Arbeitsplatzrechner (PC, Mac, Workstation), und entsprechendes Verbreiten der Dokumente.
Computer to Film, CTF
Vom Computer auf den Film bezeichnet ein Verfahren zur Herstellung von Filmen, bei dem die früher manuelle Bogenmontage elektronisch erfolgt. Dazu werden Daten aus verschiedenen Quellen zusammengeführt und an einen Filmbelichter ausgegeben.
Computer to Plate, CTP
Vom Computer auf die Platte bezeichnet ein Verfahren, bei dem die Offsetdruckplatte direkt vom Computer aus im Plattenbelichter bebildert wird.
Copy-Dot-Funktion
Methode zur punktgenauen digitalen Wiedergabe von Filmvorlagen. Hochauflösende Scanner erfassen dabei die Farbauszüge und wandeln sie in Rastergrafiken um. Innerhalb eines rein digitalen Arbeitsablaufs mit digitaler Plattenbelichtung oder digitalem Druck lassen sich auf diese Art und Weise zum Beispiel als Filme vorliegende Anzeigen in den Workflow integrieren.
Copyrightzeichen
Der Copyright-Vermerk mittels Copyright-Zeichen war bis 1989 Voraussetzung für einen Urheberrechtsschutz nach amerikanischem Recht. Das Zeichen wird weiterhin als Kennzeichnung für Urheberrecht genutzt.
Cromalin
Eine analoge (mittlerweile veraltete) Variante eines von DuPont entwickelten Andrucks mit vier C-Lithofilmen. Diese Methode wurde aus Kosten- oder Zeitgründen einem konventionellen Andruck vorgezogen.

### D
Deckvermögen
Bezeichnet die Eigenschaft einer Druckfarbe, Struktur und Farbe des Untergrunds zu verdecken. Die gegensätzliche Eigenschaft wird Lasur oder Transparenz genannt.
Defekte
Im Bleisatz Bezeichnung für Reserve-Schrifttypen.
Delta-E-Wert
Errechneter Abstand zweier Farbproben, etwa zwischen einem Original und seiner Reproduktion. Für das Lab-System gilt beispielsweise {\displaystyle \Delta E_{ab}^{*}={\sqrt {(L_{2}^{*}-L_{1}^{*})^{2}+(a_{2}^{*}-a_{1}^{*})^{2}+(b_{2}^{*}-b_{1}^{*})^{2}}}}
Densitometer
Geräte zur Messung der Farbdichte (Volltondichte) und optischen Dichte von Druckerzeugnissen, sowie in der Fototechnik zur Messung der Schwärzung bei Negativen, Diapositiven und Papierbildern.
Diapositiv
Positives fotografisches Durchsichtsbild.
Diazofilm
Bezeichnung für einseitig oder doppelseitig beschichtete Trägerfolie aus Polyester. Wurde zum Beispiel als Anhaltskopie für die Offsetmontage eingesetzt.
Dickte
Tatsächliche Breite eines Schriftzeichens.
Didotsystem
Typografisches Maßsystem, nach dem französischen Buchdrucker Francois Didot (1730–1804) benannt.
Digitalproof
Direkt aus dem Datenbestand erstellter Prüfausdruck für unterschiedliche Zwecke
Zur Vorlage beim Auftraggeber und zur Festlegung bzw. Überprüfung der Farbverbindlichkeit im Rahmen des Color Management.
Digitaldruck
Bezeichnet Druckverfahren, bei denen das Druckbild direkt vom Computer in eine Druckmaschine übertragen wird, ohne dass eine statische Druckform benutzt wird.
Digitizer
siehe Grafiktablett
Divis
Synonym für das Wort Bindestrich.
Drahtheftung
Bindeverfahren, bei dem die Seiten mittels durch den Rücken gestochene Drahtklammern zusammengeheftet werden.
Druckfarben
Farbmittelhaltige Gemische oder Lösungen, die mittels einer Druckform auf den Bedruckstoff übertragen werden.
Druckform
Medium, mit dem Texte, Bilder und Strichelemente in den unterschiedlichen Druckverfahren mittels Farbe auf den Bedruckstoff übertragen. Je nach eingesetztem Druckverfahren wechselt die Art der Druckform.
Druckgeschwindigkeit
Bezeichnung für die Anzahl gedruckter Bogen in einer bestimmten Zeit, wird bei Bogen- und Rollendruckmaschinen in Bogen pro Stunde ausgedrückt.
Druckkennlinie
Sagt aus, wie weit der gedruckte Rasterpunkt auf dem Druckmedium von dem Punkt auf dem Film bzw. auf der Platte in seiner Größe abweicht.
Druckkontrast
Messgröße zur Ermittlung der Normalfärbung. Er errechnet sich nach der Formel K = Dichte Vollton – Dichte Raster × 100 % / Dichte Vollton.
Druckkontrollstreifen
Vierfarbig und/oder sonderfarbig genormte Präzisionsmessstreifen, mit denen sich Parameter wie Graubalance, Passgenauigkeit und Farbdichte in Proof und Druck überwachen lassen. Sie werden als Referenz außerhalb des Beschnitts mitgedruckt.
Druckmerkmale
Bezeichnet bestimmte Merkmale eines Druckerzeugnisses, an denen das Druckverfahren zu erkennen ist.
Drucknutzen
Die aus einem Druckbogen zu schneidenden Exemplare.
Druckplatte
Bezeichnung für alle planliegenden, starren oder flexiblen Druckformen für verschiedene Druckverfahren.
Druckreihenfolge
Festgelegte Reihenfolge für den Übereinanderdruck der einzelnen Druckfarben, zum Beispiel Cyan, Schwarz, Magenta, Gelb, wobei die hellste Farbe in der Regel zuletzt gedruckt wird.
Drucktuch
Das Gummituch für die indirekte Bildübertragung im Offsetdruck.
Drucktype, Letter
Einzelbuchstabe zur Herstellung des Handsatzes im Hochdruck.
Druckvermerk, Impressum
Eine gesetzlich vorgeschriebene Herkunftsangabe in Publikationen, die Angaben über den Verlag, Autor, Herausgeber oder Redaktion enthält.
Druckzylinder, Plattenzylinder
Bezeichnung für den zylindrischen Teil einer Druckmaschine, auf dem sich die Druckform befindet.
Drupa
Name der weltgrößten internationalen Messe für Druck und Papier in Düsseldorf. Sie findet alle vier Jahre statt.
Duktor
Walze im Farbwerk einer Druckmaschine, von der die Druckfarbe aus dem Farbkasten mittels Heber an die Verreiberwalzen weitergegeben wird.
Duplexdruck
Druck eines einfarbigen Fotos oder Bildes in zwei Farben.
Durchdruck
Andere Bezeichnung für den Siebdruck.
Durchscheinen
Durch zu hohe Transparenz des Bedruckstoffes wird das Druckbild auf der Rückseite sichtbar.
Durchschlagen
Bestandteile der Druckfarbe durchdringen den Bedruckstoff.
Durchschuss
Zwischenräume zwischen Druckzeilen von Unterkante zu Oberkante (nicht zu verwechseln mit Zeilenabstand).
Dye-Transfer
Bezeichnung für ein Farbkopierverfahren der Firma Eastman-Kodak.
Dynamisches Drucken oder Personalisiertes Drucken
Bezeichnet die Ausgabe variabler Daten auf Digitaldruckmaschinen, wobei sich bei jedem Exemplar die Seiteninhalte oder Teile der Seite, wie Texte, Bilder oder Grafiken ändern können.

### E
Ebabieren
Beschneiden der einzelnen Lagen (Falzbogen) eines gesamten Buchblocks um die ursprüngliche Form des Buches zu erhalten.
Echte Stellen, Vollton
Bezeichnung für volle Farbflächen ohne Rasterpunkte.
Echtfarbendatei, Truecolor File
Eine Farbbilddatei, die nach der Erzeugung oder Bilderfassung in einem RGB-Dateiformat mit je 8 bit für die drei Farbkanäle vorliegt, also insgesamt mit 24 bit. In einer solchen Datei können theoretisch {\displaystyle 2^{24}} Farben = 16.777.216 Farben dargestellt werden.
Eierkuchen
Scherzhafte Bezeichnung für einen auseinandergefallenen Satz.
Einbringen
Einsparen einer oder mehrerer Zeilen durch Textstreichungen oder Verringern der Wortzwischenräume.
Einrichten
Vorbereiten der Druckmaschine für den Auflagendruck.
Einteilungsbogen
Wird mit Hilfe einer Millimeterfolie erstellt und enthält das beschnittene und unbeschnittene Format aller Seiten, den Satzspiegel, Passkreuze, sowie Stanz- und Anlagezeichen für eine Druckform.
Einzelbogenanleger
Vorrichtung an Druckmaschinen, die Bogen an das Druckwerk übergibt.
Einzug
Zeileneinrückung, Einrücken des Textanfangs zu Beginn einer neuen Zeile, um eine Schriftsatzarbeit sinngerecht zu gliedern.
Elektromechanische Gravur
Gravur des Tiefdruckzylinders, wobei der Abtastzylinder und der zu gravierende Tiefdruckzylinder durch eine Welle miteinander verbunden sind.
Elektronische Gravur
Gravur des Tiefdruckzylinders, bei der die Signale für den Gravierkopf aus dem digitalen Datenbestand zur Druckformbeschreibung kommen.
Endfilm
Der zusammenkopierte, glatte Film als Kopiervorlage für die Herstellung der Druckform.
Endformat
Das beschnittene Format einer Seite oder Doppelseite.
Endlosdruck
Wird zum Beispiel für den Druck von Formularen eingesetzt. Das Papier besitzt seitliche Führungslöcher.
Entrastern
Die Umwandlung von gerasterten Druckvorlagen in Halbtonvorlagen, um bei erneuter Rasterung Moirébildungen zu vermeiden. Wird im Tiefdruck bei Opalfilmen eingesetzt.
Entwurf, Layout
Eine zumeist farbige Anordnungsskizze für Bilder und Texte einer Drucksache.
Episkop
Bezeichnet ein optisches Gerät zur Projektion von Aufsichts- und Durchsichtsvorlagen und wird zum Vorzeichnen oder Abpausen von Skizzen, Zeichnungen, Fotos eingesetzt.
Europäische Farbskala, Euroskala
Die Europäische Farbskala für den Offsetdruck (DIN 16539) enthielt Normen für den vierfarbigen Offsetdruck. Im Zuge einer internationalen Vereinheitlichung verschiedener Farbskalen wurde die DIN 16539 im Jahr 2002 ersatzlos zurückgezogen. Es wird empfohlen, die Norm ISO 2846-1 einzusetzen.

### F
Fadenheftung
Die Verbindung einzelner Seiten oder der gefalzten Papierbögen zu einem Heft oder Buchblock mittels eines Fadens, im Gegensatz zur Drahtheftung.
Fadenzähler
Starke Lupe mit einer drei- bis zwölffachen Vergrößerung, die in der Druckvorstufe zur Raster- und Passerkontrolle dient.
Fahnenabzug
Korrekturabzug zum Überprüfen noch nicht umbrochener Satzspalten.
Fahnenweihe
Der Druckbogen wird aus dem Greifer gerissen, und gelangt (je nach Maschinentyp) über Druck- bzw. Gegendruckzylinder in das Farbwerk, wo er sich um die Auftragswalzen wickelt. Wird vom Drucker nicht sofort reagiert, „zerlegt“ sich der Bogen im Farbwerk, und ein aufwendiger Reinigungsvorgang mit neuer Farbeinstellung ist die Folge. Der Begriff bezieht sich auf das Ab- bzw. Aufrollen der Fahnen auf den Fahnenmast bei der kirchlichen Fahnenweihe.
Faksimile
Originalgetreue Kopie oder Reproduktion einer Vorlage, häufig eines historisch wertvollen Dokuments.
Faktor
Leiter einer Buchdruck-Setzerei; in der Regel ein Schriftsetzermeister (veralteter Ausdruck). Später durch die Einführung neuer grafischer Techniken auch allgemeiner zur Bezeichnung von leitenden Angestellten im grafischen Gewerbe angewendet.
Falz
Durch Falzen entstandene Knickkante im Papier.
Falzen
Technik der Druckweiterverarbeitung, bei der ein Druckbogen so gefaltet wird, dass die einzelnen Seiten eines Buchs in Leserichtung nacheinander angeordnet sind.
Falzarten
Zu den wichtigsten Falzarten gehören die Kreuzbruch- und die Parallelfalzung.
Farbauszug, Farbseparation
Negativer oder positiver Film für das CMYK-Farbsystem, der durch fotografische Aufnahme mit einem entsprechenden Farbauszugsfilter oder durch Berechnung am Computer gewonnen wird.
Farbkorrektur
Die Korrektur von Farbwerten in Farbauszügen, um zum Beispiel Farbstiche auszugleichen.
Farbmanagement
siehe Colormanagement
Farbmarken
Dienen dem Drucker zur Kontrolle der gleichmäßigen Farbführung.
Farbmittel
Sammelbezeichnung nach DIN 55943 für alle farbgebenden Stoffe in Druckfarben.
Farbmodell
Ein Modell, das als Komponenten Einzelfarben (und eventuell weitere Parameter) hat und zur eindeutigen Beschreibung von Farben verwendet wird.
Farbreihenfolge
Siehe Druckreihenfolge
Farbskala
siehe Europäische Farbskala.
Farbstich
Die Verschiebung einer Farbe zu einer anderen Farbvalenz. Der Begriff ist in der DIN 55980 definiert.
Farbwerk
Eine Einrichtung an Druckmaschinen, die der automatischen Nachführung verbrauchter Farbe zur Druckform dient.
Fan-out-Effekt
Bezeichnung für eine Breitendehnung der Papierbahn durch Feuchtigkeitsaufnahme im Rollenoffsetdruck.
Farmerscher Abschwächer
Bezeichnet einen in der klassischen chemotechnischen Fotografie verwendeten Vorgang zum Verringern von Farbtiefen.
Feuchtwerk
Wichtige Baugruppe in einer Offsetdruckmaschine, die dazu dient, dass die bildfreien Stellen einer Druckform mit einem Feuchtfilm bedeckt sind.
Fisch
Ein im falschen Fach des Setzkastens liegender Druckbuchstabe.
Flächengewicht
Häufig verwendete, aber nicht korrekte Bezeichnung für die flächenbezogene Masse (so die normgerechte Bezeichnung).
Flattermarke
Orientierungszeichen für den Buchbinder im Bund zwischen der ersten und letzten Seite des Druckbogens. Der Buchbinder kann dadurch feststellen, ob die Druckbogen in richtiger Reihenfolge zusammengetragen wurden.
Flexodruck
Ein Hochdruckverfahren, bei dem die Druckform aus Gummi oder Kunststoff besteht.
Fliegenkopf
Falsches Zeichen im Text, meist kopfstehend.
Fließtext
Bezeichnung für einen Text in der Grundschrift einer Satzarbeit ohne Unterbrechungen durch Absätze, Überschriften, Abbildungen und Fußnoten.
Formatstege
Bilden im Buchdruck den Abstand zwischen den Kolumnensätzen. Je nach ihrer Position innerhalb der Druckform gibt es Kopf-, Bund-, Außen-, Fuß-, Kreuz- und Mittelstege.
Formzylinder
Andere Bezeichnung für den Druck- oder Plattenzylinder, siehe Druckzylinder.
Fortdruck
Druck der eigentlichen Auflage nach Abschluss aller Einrichtungs- und Abstimmarbeiten.
Fotolithografie
Bezeichnung für ein Verfahren, bei dem fotografische Aufnahmen von einer zu reproduzierenden Vorlage in den Tonwerten korrigiert, auf den Lithografiestein kopiert und zum Druck vorbereitet werden.
Fotopolymerplatte
Aktueller Plattentyp für CTP, der auf der Basis von Fotopolymeren arbeitet.
Fraktur
Sammelbegriff für gebrochene Schriften. Sie war von Mitte des 16. Jahrhunderts bis Anfang des 20. Jahrhunderts die meistbenutzte Druckschrift im deutschsprachigen Raum
Freistellen
Bezeichnet die Begrenzung eines rechteckigen oder figürlichen Bildmotivs.
Frontispiz
Abbildung vor der Titelseite.
Frosch (Handsatz)
Verschiebbares Winkelstück am Winkelhaken.
Frosch (Buchdruck)
Anlegemarke für das zu bedruckende Papier bei Handdruckpressen, wie beispielsweise die Boston-Tiegelpresse.
Frösche (Offsetdruck)
Dienen zum Straffen der Papierbahn (überwiegend im Rollenoffsetdruck).
Fußnote
Am Fuß einer Seite stehende Erläuterung oder Anmerkung zu einer bestimmten Textstelle, die mit einer hochstehenden Ziffer oder einem Sternchen markiert ist.

### G
Gasse (Typografie)
in der Typografie senkrecht untereinander stehende Wortzwischenräume, siehe Druckfehler.
Gasse (Setzerei)
der Gang zwischen den Setzregalen.
Gautschen
Bei der Papierherstellung das Auspressen des Wassers aus dem frisch geschöpften Papier. Übertragen ist es der bis ins 16. Jahrhundert rückverfolgbare Buchdruckerbrauch, die ausgelernten Setzer- und Druckerlehrlinge im Rahmen der Gautschfeier mit voller Bekleidung in einen großen Bottich zu tunken.
Gemeine
sind Kleinbuchstaben (Minuskeln).
Gegendruckzylinder
Bezeichnung für den Zylinder, mit dem das Papier auf die Druckform oder gegen den Gummizylinder beim Offsetdruck gepresst wird. Beim Tiefdruck heißt er Presseur.
Gemischter Satz
Eine Satzarbeit, in der neben der Grundschrift weitere Schriften verwendet werden.
Gestrichenes Papier
Wird auch mit Kunst- oder Bilderdruckpapier bezeichnet, bei dem die Oberfläche beidseitig mit einem Bindemittelauftrag veredelt wurde. Einseitig gestrichenes Papier heißt Chromopapier.
Geviert
Eine typografische Maßeinheit aus der Zeit des Bleisatzes mit beweglichen Lettern, die auch im modernen Satz am Rechner noch verwendet wird.
Gigantografie, Rasterprojektion
Bezeichnung für eine Rastervergrößerung, zum Beispiel für den Druck von großformatigen Plakaten durch fotografische Projektion.
Glatter Satz
Aus nur einer Schriftart in größerer Menge gesetzter Satz mit geringfügigen Auszeichnungen und ohne Überschriften.
Goldschnitt
Verzierung des Buchschnitts, zumeist der oberen Schnittkante eines Buchblocks, wobei das Gold von einer Trägerfolie maschinell übertragen wird.
Gott grüß die Kunst
Traditioneller Gruß der Buchdrucker und des Druckgewerbes.
Glasgravurraster
Dient zum Zerlegen eines Halbtonbilds in druckbare Rasterpunkte und wird in der Reproduktionskamera dem zu belichtenden Film vorgeschaltet.
Grab
Wenn fehlende Zeichen, sogenannte Leichen, eingefügt werden müssen, kann die betroffene Zeile zu lang werden. Ein Grab schaufeln bedeutet, mit typographischen Tricks zusätzlichen Platz zu schaffen. Sonst müsste der Rest des Absatzes neu umbrochen werden.
Grafiktablett, Digitizer
Bezeichnung für ein Zeigegerät für Computereingaben, bei dem die Spitze eines Stiftes auf einer Platte bewegt wird.
Grammatur
Branchenbezeichnung für das „Flächengewicht“ von Papier.
Grotesk, Sans Serif
Serifenlose Antiquaschriften, bei der die Strichstärke der Buchstaben nahezu gleichmäßig ist.
Grundschrift
Der für eine Satzarbeit überwiegend verwendete Schriftgrad einer bestimmten Schrift.
Gummi arabicum
In der klassischen Lithografie fand Gummi arabicum für die notwendige Vorbehandlung der Lithosteine vor dem Druck Verwendung und verstärkte sie in ihrer Eigenschaft, die nichtdruckenden Teile des Steins fettabstoßend und wasseraufnahmefähig zu machen. Gummi arabicum fand auch im Offsetdruck Verwendung. Damit die wasserführenden Druckplatten nicht in Standzeiten durch Luftsauerstoff zu sehr oxidieren und farbführend werden, wurden sie durch Auftragen von Gummi arabicum gegen Luft geschützt.
Gummituch
Beim Offsetdruck verwendeter Zwischenträger, von dem der Druck aufs Papier erfolgt.
Gummizylinder
Träger des Gummituchs beim Offsetdruck.

### H

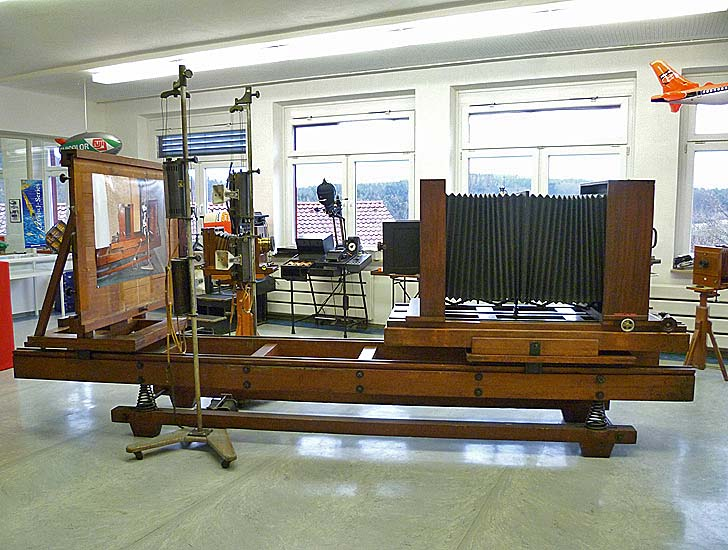
Horizontalkamera
„Modell K“ der Firma Falz & Werner, Leipzig; 70 × 70 cm Negativformat

Haarlinie
Eine Linienart, deren Stärke als ein Pixel des Ausgabemediums definiert wird. Dies hat zur Folge, dass eine Haarlinie von einem Drucker mit einer Auflösung von 600 dpi gut sichtbar dargestellt wird, während sie bei einem Belichter mit 2540 dpi nur noch mit einem Fadenzähler auf dem Film oder der Druckplatte zu erkennen ist.
Haarstrich, Aufstrich
Bezeichnet den dünneren Teil des Buchstabenbildes. Die Strichstärke zwischen Haar- und Grundstrichen ist unterschiedlich stark ausgeprägt.
Halbton
Als Halbtöne werden alle Zwischentöne zwischen Schwarz und Weiß bezeichnet.
Halbtonbild
Ein Farb- oder Schwarzweiß-Bild, das im Gegensatz zum Strich- oder Rasterbild kontinuierlich variierende Tonwerte aufweist.
Halslinie
Trennt den Tabellenkopf von der eigentlichen Tabelle. Wird auch Kopfabschlußlinie genannt.
Hamburgefonts
Schriftmusterwort zur Beurteilung der Schriftgestaltung
Handsatz
Ausschließlich von Hand gesetzter Satz, zum Unterschied zum maschinell gesetzten Maschinensatz.
Handnudel
Unter Buchdruckern gebräuchlicher Begriff für die Abziehpresse.
Hauskorrektur
Vom hauseigenen Korrektorat gelesene Korrektur, im Gegensatz zur Autorkorrektur.
Headline
Englische Bezeichnung für Schlagzeile, mit der die Überschrift einer Anzeige oder einer Zeitung bezeichnet wird.
Heidelberger
Kurz für Heidelberger Druckmaschinen, einen der weltweit führenden Hersteller von Bogenoffsetmaschinen.
Heißprägung
Anstelle von Druckfarbe wird mit Hilfe eines Prägestempels eine dünne Folie aus Kunststoff mittels Druck und Wärme auf den Bedruckstoff aufgebracht.
Heliogravure
Die Vorläufer-Technik des modernen Tiefdrucks, bei der über Pigmentpapier das Druckbild auf die Druckform übertragen und dann geätzt wird.
Helio-Klischograph
Die verbreitetste Variante des Klischographen, dient zur elektromechanischen Gravur von Tiefdruckzylindern.
Hexachrome
Der Versuch, die farblichen Beschränkungen des Vierfarbdrucks durch zwei weitere Druckfarben, vorwiegend Orange und Grün, aufzuheben.
HKS
Eine Zusammenstellung oder Farbfächer von 120 Volltonfarben mit insgesamt 3.250 Farbtönen.
Hochzeit
Ein Satzfehler, bei dem zwei gleiche Wörter hintereinander erscheinen.
Horizontalkamera
Reproduktionskamera in horizontaler Bauart, Gegensatz zur Vertikalkamera. Horizontalkameras konnten mehrere Meter lang sein und belegten vielfach mehrere Räume: einen Hellraum und einen Dunkelraum. Die Optik und der Balgen ragten in den Hellraum. Die Vorlage wurde in einem Vorlagenhalter im Hellraum festgeklemmt. Der lichtempfindliche Reprofilm wurde im Dunkelraum in die richtige Position gebracht, die Optik scharf gestellt und belichtet.
Hurenkind
Ist im Buchdruck die letzte Zeile eines Absatzes, die als erste Zeile auf einer Seite oder in einer Spalte steht.

### I
Imprimatur
Druckfreigabe des Autors, Verlegers oder Auftraggebers, nachdem er einen Proof (Druck) oder Andruck für gut befunden hat.
Impressum
Siehe Druckvermerk.
Initiale
Schmückender Anfangsbuchstabe als erster Buchstabe von Kapiteln oder Abschnitten.
Inkunabeln, Wiegendrucke
Buchdrucke aus der Zeit Johannes Gutenbergs zwischen 1435 und 1500 mit reich ornamentierten Initialen.
Integrale Abtastung
Bei der OT-Konversion im Tiefdruck werden gerasterte Offsetfilme integral abgetastet und in entsprechende Halbtonwerte umgewandelt.
Infrarottrocknung
Verfahren zum Trocknen der Druckfarben.
Irisdruck
Ein Effektdruckverfahren, bei dem mehrere Farben mit ineinanderlaufenden Farbrändern in einem Druckvorgang gedruckt werden.
ISBN
Abkürzung für Internationale Standardbuchnummer und ist ein Identifikationsmerkmal zur eindeutigen Kennzeichnung von Büchern.
ISO
Bezeichnung für die Internationale Organisation für Normung mit Sitz in Genf. Sie hat die Aufgabe, die nationalen Normen der von ihr vertretenen Länder zu koordinieren.
Italic
Bezeichnung für kursive, schräglaufende Schriften.
IVW
Abkürzung für Informationsgemeinschaft zur Feststellung der Verbreitung von Werbeträgern und ist eine Einrichtung für Deutschland, die von den Medienunternehmen, den Werbungtreibenden sowie den Werbe- und Media-Agenturen getragen wird. Ihr Zweck ist die Bereitstellung valider Daten für die Leistungskontrolle von Werbeträgern.

### J
JDF
Abkürzung für Job Definition Format, bezeichnet ein standardisiertes offenes Dateiformat für die Beschreibung von Druckaufträgen und Jobkontrolle.
JPEG
Abkürzung für Joint Photographic Expert Group, steht für Expertengruppe der CCITT/ISO-Normungsausschüsse, die sich mit Bilddatenkomprimierung bei der digitalen Bildverarbeitung befasst. JPEG (kurz JPG) ist im Web ein weitverbreitetes Datenformat für digitale Fotografien.
Jungfrau
Eine Seite, die vom Schriftsetzer ohne irgendeinen Fehler gesetzt wurde.

### K
K
Bezeichnung für die Farbe Schwarz aus dem CMYK-Farbmodell, die Auswahl des Buchstaben K kommt vom englischen Wort Key, da Schwarz die Schlüssel-farbe für Kontrast und Schärfe im Vierfarbdruck ist.
Kalander
Eine Maschine zum Glätten oder Prägen von Papier mittels geheizter Walzen.
Kalibrierung
Anpassung verschiedener Ein- und Ausgabegeräte auf ihre Farbgenauigkeit.
Kalligrafie
Ist die Kunst des Schönschreibens von Hand, mit Federkiel, Pinsel, Tinte oder anderen Schreibutensilien.
Kanal des Plattenzylinders
Dient zum Befestigen und Spannen der Druckplatte mittels Spannschienen.
Kapitalband
Eine am Kopf und Fuß des Buchblockrückens angeklebte Schmuckkante aus Stoff.
Kapitälchen
Großbuchstaben in der Höhe der Kleinbuchstaben ohne Über- und Unterlängen.
Kaschieren
Das maschinelle Überziehen von Papier, Pappe oder Karton mit Folie, um eine schützende oder dekorative Schicht aufzutragen.
Kegel
Das Maß der Drucktype in senkrechter Richtung des Schriftbildes.
Keilitzfarbe
In der Fotolithografie und Reproretusche verwendete blau-schwarze Lasurfarbe, die aus in Wasser gelösten Farbstoffen besteht und zur Pinselretusche von Halbton- und Rasterfilmen sowie auf Fotopapier dient.
Klappentext, Waschzettel
Auf den Einschlagklappen des Schutzumschlags von Büchern stehender Text.
Kleinbuchstabe
siehe Minuskel, auch als Gemeine bezeichnet.
Klischee
Allgemeine Bezeichnung für sämtliche Arten von Hochdruckplatten.
Klischograph
Wurde ab 1951 von Rudolf Hell entwickelt und gilt als Vorläufer der heutigen Scanner. Tastet Vorlagen elektronisch ab, zerlegt sie in Bildpunkte und graviert sie in Metall oder Kunststofffolien. Die ersten elektronisch erzeugten Druckformen wurden im Buchdruck und Zeitungswesen als Klischee eingesetzt.
Kniehebelpresse
Bezeichnung für eine Andruckpresse im Steindruck. Die Presse wurde zuvor zum Prägen von Münzen eingesetzt.
Kohlenbogenlampe
Eine herkömmliche Lichtquelle, in der Licht durch einen Lichtbogen zwischen zwei Graphit-Elektroden erzeugt wird. Kohlenbogenlampen wurden beim Kopieren von Offsetplatten eingesetzt.
Kolumne
Auf das vorgesehene Maß umbrochener Satz.
Kolumnenschnur
Eine Schnur, meist aus Hanf, die im Bleisatz dazu verwendet wird, den fertigen Satz beim Transport oder der Lagerung (Stehsatz) gegen das Auseinanderfallen zu sichern.
Komplementärfarbe
Ein Begriff aus der Farbenlehre, der die jeweils im Farbkreis gegenüberliegenden Farben bezeichnet, beispielsweise Rot und Grün oder Blau und Gelb.
Kompress
Typografische Bezeichnung für einen Zeilenabstand ohne Durchschuss (Regletten).
Kontaktgerät
Gerät zur Belichtung fotografischer Filme, die in direktem Kontakt mit dem Negativ oder Positiv unter Vakuum erfolgt.
Kontaktraster
Im Gegensatz zum Glasgravurraster wird der Kontaktraster zum Aufrastern von Halbtonaufnahmen im Kontaktgerät eingesetzt.
Kontern, Umkehren
Umkopieren von Reprofilmen von seitenrichtig in seitenverkehrt oder umgekehrt.
Kopfsteg
Unbedruckter Raum zwischen dem oberen Papierrand und erster Textzeile.
Kopiermaschine
Automat zum Kopieren von Einzelfilmen zu beliebig vielen Nutzen auf Offsetdruckplatten.
Korrekturfahne, Druckfahne
Bezeichnung für einen Abzug des noch nicht umbrochenen Satzes, um auf Fehler durchgesehen zu werden.
Korrekturzeichen
Dienen zum Anzeichnen von Textfehlern und sind am rechten Papierrand zu wiederholen. Korrekturzeichen sind in Deutschland in den DIN-Normen DIN 16511 und DIN 16549-1 genormt und in Rechtschreibwörterbüchern (beispielsweise dem Duden) gesammelt erklärt.
Krätzen
Krätze wurde die Rückgewinnung des Bleis aus ausgedruckten Bleisatz-Gußzeilen genannt. Aufgrund der entstehenden giftigen Dämpfe musste das Einschmelzen des Bleis in geschlossenen Räumen mit Absauganlagen durchgeführt werden. Die Räume hießen ebenfalls „Krätze“.
Kursiv, Italic
Sammelbezeichnung für nach rechts geneigte Schriften.

### L
Lackieren, Drucklack
Drucke können in der Druckmaschine mit Drucklack oder in der Lackiermaschine mit Nitrolack überzogen werden.
Laminieren
Überziehen eines Druckerzeugnisses mit Kunststofffolie (Laminat).
Laufrichtung
Bezieht sich auf die Laufrichtung der Papierfasern.
Leiche
Ein fehlender Buchstabe oder ein fehlendes Wort im gedruckten Text. Das Korrigieren des Fehlers begräbt die Leiche.
Layout
Siehe Entwurf
Legende
Beschreibung der verwendeten Symbole, Farben und Signaturen bei Landkarten und Abbildungen, zu weiteren Bildlegenden siehe Bildunterschrift.
Leporellofalz
Bezeichnet eine Falzart, in der das Papier in Zickzackform gefalzt wird. Derartig gefalzte Drucksachen werden Leporello oder Faltbuch genannt.
Letter
Siehe Drucktype
Ligatur
Bezeichnung einer Buchstabenverbindung, in der Schriftzeichen zu einem Doppelzeichen verbunden werden. Ligaturen sind zum Beispiel die Verbindungen ff, fi, fl, ft.
Lichtpause
Siehe Blaupause
Linksbündig
Typografischer Ausdruck für einen Zeilenfall, bei dem alle Zeilenanfänge linksbündig untereinander stehen.
Linotype
Verkürzte Bezeichnung für die Linotype-Setzmaschine, in der im Gegensatz zur Monotype-Setzmaschine, komplette Druckzeilen gegossen werden. Die Arbeitsgänge Setzen und Gießen finden an einem Gerät statt.
Litfaßsäule
Bezeichnung für eine Anschlagsäule, an die Plakate für die Außenwerbung geklebt werden können.
Lithografie
Bezeichnet ein Verfahren, bei dem mit fetthaltiger Tusche auf einen Lithografiestein gezeichnet und die Zeichnung in der Steindruckpresse auf Papier übertragen wird. Bis zum Aufkommen der digitalen Text- und Bildverarbeitung in den 1990er Jahren war „die Lithografie“ auch Sammelbegriff für den Prozess der druckgerechten Aufarbeitung von Bildern (Aufrastern, Farbauszüge machen etc.). Dienstleister, die diesen Prozess durchführten, hießen Lithoanstalten. Auch die auf Reprofilmen aufgerasterten Bilder hießen umgangssprachlich Lithografien oder Lithos. Siehe auch Fotolithografie.
Lithografiestein
Besteht aus Solnhofener Plattenkalk und dient als Druckform für den Steindruck.
Lorem ipsum
Sinnfreier Blindtext in Pseudo-Latein.
Luftreiter
Hebt die Papierbahn vor dem Druckwerk an, so dass das Druckbild nach dem Druckwerk seitlich größer wird.
Lumbecken (Klebebindung)
Ein Weiterverarbeitungsprozess, bei dem die Seiten eines Buches am Bund aufgefräst und verleimt werden.

### M
M
Bezeichnung für die Farbe Rot (Magenta) aus dem CMYK-Farbmodell.
Männchensatz
Im Bleisatz gebrauchter Begriff für den exakten Nachsatz (Neusatz) eines Werkes. Bleisatzlettern und -zeilen hielten aufgrund der mechanischen Beanspruchung nur eine bestimmte Auflagenhöhe. Bei Nachdrucken mussten Werke oft neu gesetzt werden. Wenn der Satz genau wie die Vorgängerversion sein musste (gleicher Zeilenfall, gleicher Ausschuss) war es „Männchensatz“.
Mac, Macintosh
(Abgekürzte) Bezeichnung für die Macintosh-Personal-Computer der Firma Apple. Ursprünglich galten Macs aufgrund von Hard- und Software sowohl aus drucktechnischer als auch aus gestalterischer Sicht als präferierte Computer, inzwischen hat sich dies relativiert. Macs nutzen mittlerweile dieselben Hauptprozessoren (CPUs) wie die dominierenden Windows-PCs.
macOS, OS X, Mac OS X, Mac OS
Namen der zwei mehrfach umbenannten Mac-Betriebssystem-Reihen von Apple.
Die aktuelle Reihe macOS ist ein Unix-Betriebssystem mit entsprechender Kompatibilität zu BSD und Linux; sie hieß zuvor OS X und davor Mac OS X. Die Bildschirmausgabe basiert auf PDF und praktisch jedes anzeigbare Objekt und Dokument kann als PDF-Dokument (auch PDF/X) gespeichert werden. Für typografisch anspruchsvolle Gestalter bietet es von Haus aus typografische Funktionen, die über die Möglichkeiten anderer Betriebssysteme hinausgehen.
Die alte Reihe Mac OS, rückwirkend „Classic“ genannt, entstand Mitte der ’80er und galt zunächst in vielerlei Hinsicht als richtungsweisend, ab Anfang der ’90er allerdings als technisch nicht zukunftsfähig und wurde ab 2001 durch die aktuelle Reihe ersetzt.
Makulatur
nicht einwandfrei bedrucktes Papier, das in Druckereien noch beim Einrichten der Maschine für die ersten unsauberen Andrucke verwendet wird.
Majuskel
Typografische Bezeichnung für die Großbuchstaben des Alphabets.
Manuskript
Satzvorlage eines Autors für Setzereien/Druckereien. Ursprünglich war das Manuskript die Bezeichnung für handgeschriebene Bücher, Briefe und andere Publikationsformen.
Marginalien
Randspalten oder Randbemerkungen am Satzspiegel.
Marken
Anschlag nach vorn, oben oder zur Seite zur Ausrichtung eines Bogens vor dem Transport in die Maschine.
Maschinensatz
Bezeichnet die maschinelle Herstellung des Satzes, wobei zwischen dem Satz aus Einzelbuchstaben oder ganzer Zeilen unterschieden wird.
Maske
Begriff aus der Reproduktionstechnik zur fotomechanischen Veränderung von Ton- und Farbwerten anstelle manueller Korrekturen.
Maskenverfahren
Ein in der Reproduktionstechnik früher angewandtes Verfahren, in dem Farbauszüge mit speziell abgestuften Positiven oder Negativen kombiniert werden, um gezielt Farb- und Tonwertkorrekturen durchzuführen.
Matern
Abformungsverfahren für eine Hochdruckform. Wurde benötigt, um die halbrunde Bleidruckform für den Druck einer Tageszeitung im Rotationshochdruck zu erzeugen. Matern bestanden aus einem angefeuchteten starkem Karton, in den mittels einer Maternpresse das Relief einer Hochdruckform gepresst wurde. Der mit der Mater erzeugte Abguss wurde Stereotypie genannt.
Mediengestalter Digital und Print
Bezeichnung des heutigen Ausbildungsberufs, der die traditionellen Berufe wie Schriftsetzer, Lithograf, Tiefdruckretuscheur, Klischeeätzer, Druckvorlagenhersteller und viele andere durch die Computertechnik ersetzt.
Mehrmetallplatte
Bezeichnung für Offsetdruckplatten, die aus zwei oder mehr Metallschichten bestehen, wie die Bi- und Trimetallplatte. Sie zeichnen sich durch höhere Auflagenbeständigkeit aus.
Messen
Bedeutende Messen der Druckindustrie sind die drupa 2012 in Düsseldorf, die Print 2010 in Chicago, Postprint 2010 in Berlin und die IPEX 2010 in London.
Messerfalz, Schwertfalz
Technologie der maschinellen Falzung, im Gegensatz zum Taschen- oder Stauchfalz.
Mettage
Zusammenführen von Bleisatz und grafischen Bestandteilen zur fertigen Bleisatzseite. Der Metteur führt diese Tätigkeit aus.
Mikrofilm, Mikrofiche
Starke Verkleinerung von Text- und Bildinformationen, die in Lesegeräten zurückvergrößert werden können.
Minuskel
Typografische Bezeichnung von Kleinbuchstaben, auch Gemeine genannt.
Mischfarben
Die durch Mischen oder Übereinanderdruck von zwei oder mehr Grundfarben entstehenden Farben, auch mit Sekundär- oder Tertiärfaben bezeichnet.
Mittelachsensatz, Axialsatz
Symmetrisch zur Mitte hin ausgerichteter Satz.
Missing Dots
Fehlende Rasterpunkte im Tiefdruckverfahren.
Moiré
Unerwünschtes Muster beim Übereinanderdruck von gerasterten Farbauszügen.
Montage
Zu einer kopierfertigen Form zusammengefügte Texte und Abbildungen, sowie der zugehörige Arbeitsvorgang.
Montagezeichen
Dienen zum Einpassen und zur Steuerung des Bogens oder der Papierbahn. Im Einzelnen handelt es sich um Passkreuze, Anlagemitten, Schnittmarken, Ziehmarken, Falzzeichen und Flattermarken.

### N
Näpfchen
Bezeichnung der Vertiefungen im Tiefdruckzylinder, deren Farbfüllung anschließend an das Papier abgegeben wird.
Nass-in-Nass-Druck
In einer Mehrfarben-Druckmaschine läuft der Druckvorgang so schnell ab, dass die Farben nicht trocknen können.
Nagelprobe
Methode der Überprüfung des Druckbogens auf Trocknung. Der über den frischen Druck streifende Fingernagel darf in den Farbflächen keine Spuren hinterlassen. Damit lässt sich auch die Laufrichtung eines Papiers oder Kartons prüfen.
Negativ
Bezeichnet die Umkehrung eines Filmpositivs, wobei die hellen Töne dunkel und die dunklen Töne hell erscheinen.
Normdruckfarben
In der DIN 16539 festgelegte Druckfarben für den Offsetdruck.
Normlicht
Bezeichnung für die genormten spektralen Strahlungsverteilungskurven bestimmter Lichtquellen. In der ISO-Norm ISO 3664 sind die Kriterien für Normlicht definiert
Nutzen
Die Anordnung einer entsprechenden Anzahl Duplikate des gleichen Motivs, um den Druckbogen optimal auszufüllen.

### O
OCR-Technik
Abkürzung für Optical Character Recognition. Der Begriff aus dem IT-Bereich bezeichnet die maschinelle Texterkennung zum Beispiel auf Scheckformularen.
Ölstein
Er wird vom Lithografen zum Schärfen von Klingen und Werkzeugen verwendet, wie von Zeichenfedern, Schnitzmessern, Hobelmessern, Stechbeiteln und Schabern. Es war ein spezielles Öl oder einfach Petroleum, auch jedes andere dünnflüssiges, nicht verharzendes Öl im Einsatz. Die bekanntesten Ölsteine sind die Arkansas-Ölsteine, die aus dem gleichnamigen US-Bundesstaat stammten.
Offizin
Früher übliche Bezeichnung für eine Buchdruckerei.
Offsetdruck
Indirektes Flachdruckverfahren, bei dem der Druck von einer Metallplatte über einen Gummizylinder auf das Papier erfolgt.
Offsetdruckmaschine
Maschinen für den Auflagendruck im Offsetdruckverfahren, dabei wird zwischen Bogenrotations- und Rollenrotations-Offsetdruckmaschinen unterschieden.
Offsetdruckplatte
Bezeichnung für die Druckform im Offsetdruck, die aus einer oder mehreren Metallschichten bestehen kann.
Opalfilm
Bezeichnung für einen Spezialfilm als Vorlage für die elektronische Gravur des Druckzylinders im Tiefdruck.
Opazität
Bezeichnung für die Undurchsichtigkeit des Papiers, dies ist von Bedeutung bei beidseitig zu bedruckendem Papier.
Orthochromatisch
Bezeichnung für fotografisches Filmmaterial, das für blaues und grünes Licht empfindlich, für rotes jedoch unempfindlich ist. Es kann also bei rotem Dunkelkammerlicht entwickelt werden.
OT-Konversion
Die Offset-Tiefdruck-Konversion ist ein Verfahren der Druckformherstellung im Tiefdruck. Hierbei werden für den Offsetdruck gefertigte Druckvorlagen (Filme) für die Gravur von Tiefdruckzylindern genutzt.

### P
Pagina
Seitenzahl eines Buches, auch Seiten- oder Kolumnenziffer genannt.
Panchromatisch
Bezeichnung für fotografisches Filmmaterial, das für Licht jeder Farbe empfindlich ist.
Panoramabild
Ein Bild, das über zwei Seiten im Bund geht.
Pantone Matching System
Von der Firma Pantone entwickeltes System, das Gebrauchsfarben eine einheitliche Bezeichnung und eine einheitliche Farbmischungsbeschreibung in den verschiedenen Farbräumen (RGB, CMYK, HSV) zuordnet.
Paperback
Englische Bezeichnung für ein klebegebundenes Taschenbuch mit Papier- oder Kartonumschlag.
Papier
Der häufigste Bedruckstoff in der Drucktechnik.
Parallelfalz
Alle Falze laufen parallel zueinander. Zu den Parallelfalzen gehören der Wickelfalz, der Altarfalz, der Leporellofalz und der Parallelmittenfalz.
Parenthese
Typografische Bezeichnung für ein rundes, eckiges oder geschweiftes Klammerzeichen.
Passer
Der passgenaue, exakte Übereinanderdruck mehrerer Farben im Mehrfarbendruck.
Passkreuze
Markierungen zur Kontrolle der Passgenauigkeit beim Passer.
pastös
Bezieht sich auf Druckfarbe und bedeutet zähflüssig.
PCX
Bilddatenformat.
PDF
Bedeutet Portable Document Format und ist die Bezeichnung eines Dateiformats für Dokumente.
Perforation
Loch- oder Schlitzstanzung im Druckbogen, durch die sich Teile eines Bogens wie Postkarten ohne Hilfsmittel abtrennen lassen.
Periodikum
Bezeichnung für ein regelmäßig erscheinendes Druckwerk.
pH-Wert
Bezeichnet den Säuregehalt des Feuchtmittels einer Offsetdruckmaschine und ist von Bedeutung für die Qualität des Fortdrucks.
Photosatz, Fotosatz
Ein Verfahren zur Herstellung von Satz, bei dem die Buchstaben durch Belichtung auf fotografisches Material kopiert werden.
Pica-Point
Die amerikanische Maßeinheit für die Schriftgröße in Inch. 1P (Pica) =1/6 Inch= 4,233 mm; 1pp (Pica-Point) =1/72 Inch= 0,353 mm.
Piezotechnik
Einsatz beim Tintenstrahldrucker, indem der Tintenstrahl durch einen piezoelektrischen Wandler moduliert wird.
Pigment
Bezeichnung für farbgebende, unlösliche Substanzen.
Pigmentpapier
Ein mit einer lichtempfindlichen Chromgelatineschicht bedecktes Spezialpapier zum Übertragen des Druckbilds auf die Druckform im Tiefdruck.
Piktogramm
Ein einzelnes Symbol oder Ikon, das eine Information durch vereinfachte grafische Darstellung vermittelt.
Pixel
Die kleinste Einheit einer digitalen Rastergrafik und deren Darstellung auf einem Bildschirm.
Pixelgrafik, Rastergrafik
Bezeichnet die Beschreibung eines Bildes in Form von computerlesbaren Daten.
Plagiat
Begriff aus dem Urheberrecht und bezeichnet den Diebstahl geistigen Eigentums, etwa eines literarischen, bildnerischen oder musikalischen Werks.
Plakat
Großformatiger öffentlicher Aushang oder Anschlag, es wird in der Regel für Werbezwecke eingesetzt.
Plakatformate
Die Formate variieren stark und reichen von etwa DIN A3 bis 18/1 Bogen, das entspricht neun Teilen im Format DIN A0.
Planobogen
Ein flachliegender, ungefalzter Druckbogen.
Planschneider
Eine Maschine zum Zuschneiden von Planobogen vor dem Druck, sowie dem Endbeschnitt nach dem Druck.
Plattenschleuder
Gerät zum gleichmäßigen Auftragen und Trocknen der Kopierschicht auf Offsetplatten unter Ausnutzung der Zentrifugalkraft.
Plattenzylinder
Druckformzylinder bei verschiedenen Druckverfahren, auf den eine flexible Druckplatte aufgespannt wird.
Plotter
Ein Tintenstrahldrucker, der Großformate von DIN A3 bis DIN A0 verarbeiten kann.
PNG
Abkürzung für Portable Network Graphics und bedeutet Portable Netzwerkgrafiken. Bezeichnung für ein Grafikformat für Rastergrafiken mit verlustfreier Bildkompression.
POD
Abkürzung für Printing on Demand und bedeutet Drucken auf Anforderung. Bekanntestes Beispiel ist das Print-on-Demand, ein Publikationsverfahren für Kleinstauflagen von Büchern und Druckschriften.
Polyesterfolie
In der Filmmontage verwendete besonders maßhaltige Folie aus Polyester.
Polygraph
Der Polygraph ist eine Fachzeitschrift für die Druckindustrie im deutschsprachigen Raum.
Polygraphie
In der DDR gebräuchlicher Name für die Druckindustrie in ihrer Gesamtheit.
Porte-page
Satzunterlage für Bleisatz aus ca. 5 mm starker Graupappe, um Satz zu transportieren oder für die Lagerung von Stehsatz.
Positiv
Tonwertrichtige Abbildung eines Objekts, auf dem die Helligkeitswerte der Wirklichkeit entsprechen.
Poster
Die im deutschen Sprachgebrauch übliche Bezeichnung für einen dekorativen Druck.
PostScript
Eine Seitenbeschreibungssprache, die sich zu einem Standard in der Druckindustrie entwickelt hat. Sie wird aber zunehmend vom PDF-Format verdrängt.
ppi
Abkürzung für Pixel per inch, das heißt die Zahl der Bildpunkte je Inch (2,54 cm).
Prägen
Bei der Buchherstellung wird zwischen Farbprägung und Blindprägung unterschieden, etwa das Aufbringen des Titels auf den Einband mittels eines Prägestempels in der Prägemaschine.
Preflighting
Arbeitsschritt, bei dem mittels Software der Verarbeitungsweg vom Textverarbeitungs- oder DTP-Programmen bis zur Ausgabe simuliert wird. Ziel ist es, Fehler bei der Erstellung von PDF- oder PostScript-Dateien zu lokalisieren und gegebenenfalls beheben zu können.
Pre-Press, Druckvorstufe
Bezeichnet die zusammengefassten Prozesse vor dem eigentlichen Druck.
Presseur
Gegendruckzylinder im Rollentiefdruck.
Primärfarben
Bezeichnung für die Grundfarben, die nicht aus anderen Farben zu mischen sind. Dabei wird in der Drucktechnik die subtraktive Farbmischung eingesetzt, die aus den Grundfarben Cyan, Magenta und Gelb besteht.
Printserver
Nimmt in einem Rechnernetz Druckaufträge entgegen und leitet sie an Drucker oder Plotter weiter.
Printerfont
Im Drucker gespeicherte Schriftart.
Proof
Proof ist eine Darstellung des Druckbilds auf einem papierartigen Trägermaterial und wird von den Druckvorlagen erstellt, meist aus dem Datenbestand. Mit einem Proof soll zu einem möglichst frühen Zeitpunkt innerhalb der Produktionskette simuliert werden, wie das spätere Druckergebnis aussieht.
Projektion
Ein Verfahren in der Reproduktionskamera, um Druckvorlagen für großformatige Plakate herzustellen.
Proportionalschrift
Schriftart, in dem jedes Zeichen eine unterschiedliche Breite (Dickte) hat. Bei der Schreibmaschinenschrift sind alle Buchstaben dicktengleich. Eine gebräuchliche nicht-proportionale Schrift ist Courier.
Prospekt
Bezeichnung für eine Werbeschrift, meist ein Druckerzeugnis mit Bildern oder in umfangreicher Form auch ein Katalog.
Prozessfarbe
Die vier Hauptdruckfarben CMYK im Vierfarbdruck.
Pudern, Bestäuben
Bestäuben frischer Drucke im Auslegesystem, um ein Abliegen der Farbe zu verhindern.
Punkt
Eine typografische Maßeinheit, abgekürzt mit pt. oder p. Es gibt verschiedene Punktsysteme. In Europa durchgesetzt hat sich der Didot-Punkt mit 0,376 mm. Im amerikanischen Pica-Point-System beträgt ein Punkt 0,353 mm.
Punktklebung
Bezeichnung für eine Klebebindung durch punktförmigen Klebstoffauftrag, zum Beispiel bei ablösbaren Postkarten auf Anzeigen.
Punktzuwachs, Tonwertzuwachs
Rasterpunktverbreiterung beim Druck gegenüber der Druckvorlage.
Punzen
Nichtdruckende Innenflächen des Buchstabenbildes einer Drucktype.

### Q
Quadrant-Papierwaage
Präzisionswaage zur Bestimmung des Flächengewichts von Papier. Am Haken wurde eine 10 × 10 cm große Papierprobe an die Waage eingehängt und die Anzeige gab das Quadratmetergewicht an.
Quadratmetergewicht
Das Gewicht eines Quadratmeters eines bestimmten Papiers oder Kartons.
Papier: 7 g/m² bis 150 g/m²
Karton: 150 g/m² bis 600 g/m²
Pappe: über 600 g/m²
Quadräteln
Würfelspiel der Setzer mit Gevierten.
Quadriplex
Druck eines Monochromfotos in vier Farben. Siehe auch Duplexdruck.
Querformat
Bezeichnung für ein Papier- oder Bildformat, bei dem die Länge größer ist als die Höhe.
Querschneider
Schneideanlage für Rollenpapiere, die die Papierbahn quer zur Laufrichtung in einzelne Bogen trennt.

### R
Radierung
Bezeichnet ein Tiefdruckverfahren der künstlerischen Druckgrafik, bei dem die Zeichnung mit der Nadel eingeritzt oder eingeätzt wird.
Rakeltiefdruck
Das im industriellen Bereich eingesetzte Tiefdruckverfahren. Mit der Rakel wird der Farbüberschuss vom Druckzylinder geschabt.
Randausgleich
Als ästhetischer oder optischer Randausgleich ist es eine Funktion verschiedener Layoutprogramme, die den Satzrand optimiert. Sie schiebt Großbuchstaben (V oder W), An- und Abführungszeichen, Trennstriche sowie Interpunktionen etwas über den eigentlichen Rand hinaus, so dass der optische Eindruck eines sauberen Randes entsteht.
Rapport
Bezeichnung für ein ständig wiederkehrendes gleiches Druckmuster, wie bei Tapeten oder im Textildruck.
Raster
Bezeichnet ein Verfahren in der Drucktechnik, um Halbtöne darzustellen.
Rasterdichte
Bezeichnet die integrale Dichte innerhalb eines Messfeldes mit einem Densitometer.
Rasterprojektion, Gigantografie
Vergrößerung von Rasternegativen oder -positiven durch Projektion in der Reproduktionskamera.
Rasterweite, Rasterfrequenz
Zahl der Rasterpunkte pro Zentimeter.
Rasterwinklung, Rasterwinkel
Um eine störende Moiré-Bildung zu vermeiden, werden die Rasterpunkte in jeder Druckfarbe unterschiedlich gewinkelt.
Rau(h)satz
Auch Flattersatz genannt, hat viele Worttrennungen, um die Spaltenbreite optimal auszunutzen. Der Rausatz wirkt unruhiger als der Blocksatz, bei dem die Zwischenräume optisch ausgeglichen werden. Es sollten aber maximal drei Worttrennungen hintereinander erfolgen und keine kleinen Silben getrennt werden.
Rechtsbündig
Typografische Bezeichnung für einen Zeilenfall, bei dem alle Zeilenenden rechtsbündig senkrecht untereinander stehen und die Zeilenanfänge links frei auslaufen.
Recyclingpapier
Bezeichnung für Papiere, die aus 100 % Altpapier hergestellt worden sind.
Redaktion
Bezeichnung für die Gesamtheit der Redakteure eines Medienbetriebes und deren Arbeitsplatz.
Redigieren
Das Erfassen und Überarbeiten von Texten in einer Redaktion.
Register, Registerhaltigkeit
Das Verhältnis von gesetztem Text und Satzspiegel eines beidseitig bedrucken Objekts zueinander. Der Abstand oben, unten, rechts und links, sowie die Abstände bei mehrspaltigem Satz auf der Vorder- und Rückseite sollten gleich sein.
Reglette
Nichtdruckendes Blindmaterial im Bleisatz.
Reinzeichnung
Eine exakte, nach reprotechnischen Anforderungen erstellte Vorlage auf Zeichenkarton für den Druck.
Reiterwalze
Zusätzliche Walze im Farb- oder Feuchtwerk, die keine direkte Verbindung zu Druckfarbe oder zum Feuchtmittel besitzt.
Rekompression
Datenverlust bei Bildern durch mehrfaches Speichern mit nicht verlustfreier Kompression.
Relaunch
Komplettes Erneuern einer Zeitschrift, auch einer Website.
Reproduktionskamera, Reprokamera
Großformatige Kamera, die in der Reprofotografie für Farbauszüge, Aufrasterungen und Projektionen eingesetzt wurde.
RET
Abkürzung für Resolution Enhancement Technique, Bezeichnung für eine auflösungsverbessernde Technik für Desktop-Drucker.
Reproduktionstechnik
Bezeichnung in der Druckvorstufe für Verfahren, die sich mit der Wiedergabe von Bildern und Texten befassen und zur Herstellung von Druckformen für die verschiedenen Druckverfahren dienen.
Retusche
Die nachträgliche Verbesserung oder Veränderung einer Oberfläche, eines Fotos oder Bildes.
Revision
Letzte Überprüfung einer Druckform auf Satzfehler vor Beginn des Fortdrucks.
RGB
Abkürzung für Rot, Grün, Blau, steht für die Additive Farbmischung.
Ries
Einheit des Papierzählmaßes. Ein Ries hat in der Druckindustrie 250 oder 500 Bogen in den verschiedenen Größen.
Rillen
Ein Arbeitsvorgang des Buchbinders, um die Biegefähigkeit des Materials zu verbessern.
RIP
Abkürzung für Raster Image Processor, bezeichnet eine spezielle Hardware, die Daten einer höheren Seitenbeschreibungssprache, beispielsweise PostScript oder PDF, in eine Rastergrafik umrechnet
Rötel
Abdeckfarbe des Fotolithografen, gehört zu den Mineralfarben und besteht aus einer weichen Mischung von Ton und Hämatit.
Rohbogen
Bezeichnet das in Stapeln aus der Druckmaschine kommende fertig bedruckte Papier, das danach in der Buchbinderei weiter verarbeitet wird.
Rohformat
Über das exakte Maß hinausgehende Abmessungen, die für die Weiterverarbeitung nach dem Druck erforderlich sind.
Rollenoffset
Nach der Art des zugeführten Papiers werden Rollenoffset und Bogenoffset unterschieden. Beim Rollenoffsetdruck werden Papierbahnen und beim Bogenoffsetdruck Bogen bedruckt. Rollenoffset eignet sich für große und sehr große Auflagen.
Rollenwechsler
Übergabe einer neuen Papierrolle an die Maschine ohne Druckunterbrechung.
RTF
Abkürzung für Rich Text Format und bezeichnet ein Dateiformat, das als Datenaustausch zwischen Textverarbeitungsprogrammen verschiedener Hersteller auf verschiedenen Betriebssystemen dient.
Rotationsdruck
Druckprinzip bei Druckmaschinen mit Druckform- und Gegendruckzylinder, wobei das zu bedruckende Papier zwischen beiden hindurchläuft.
Rückenfälzel
Gewebestreifen, der bei Broschüren um den Rücken geleimt wird.
Rückentitel
Auf den Rücken des Einbands oder Schutzumschlags von Büchern stehender Titel, der in der Regel von unten nach oben läuft.
Rüsten, Rüstzeit
Zum Einrichten von Maschinen erforderliche Arbeitszeit.
Rupfen
Herausreißen von Teilchen aus der Papieroberfläche. Rupfen tritt auf, wenn die Papieroberfläche der mechanischen Zugbelastung durch die Druckfarbe beim Abziehen des Papierbogens von der Druckform oder dem Gummituch nicht standhält.

### S
Sägezahneffekt
Bei vielen Druckverfahren, wie im Siebdruck oder im Tiefdruck, entsteht ein Sägezahneffekt, wenn Rasterpunkte keine geschlossenen Konturen bilden.
Sättigung
Die Intensität einer bunten Farbe im Vergleich zu einem gleichhellen Ton in unbuntem Grau.
Sammelhefter
Eine Maschine, in der die gefalzten Druckbogen zusammengetragen und anschließend geheftet werden.
Satinieren
Ein Verfahren bei der Papierherstellung, um die Oberfläche des Papiers zu glätten.
Satzspiegel
Begriff aus der Typografie und bezeichnet die Nutzfläche einer Buchseite, auf der sich der Text befindet.
Scanauflösung
Auflösung in Pixeln, in der das Bild eingescannt wird.
Scanner
Ein elektronisches Datenerfassungsgerät, das eine Aufsichts- oder Durchsichtsvorlage abtastet und in digitale Daten umwandelt.
Scharfzeichnen
Bezeichnet die Erhöhung der Konturenschärfe eines Bildes oder einer Rastergrafik.
Schiff, Satzschiff
Dient als Arbeits- und Stellfläche für den Bleisatz und dessen Transport.
Schichtseite
Bezeichnung für die Seite des Films, auf der sich die fotografische Schicht befindet.
Schiebemarke
Sorgt beim Anlegen des Bogens in den noch geöffneten Greifern der Druckmaschine für die richtige seitliche Anlage des Druckbogens.
Schimmelbogen
Nicht oder nur einseitig bedruckter Druckbogen. Entsteht im Bogendruck durch gleichzeitiges Einziehen von zwei Papierbögen in die Druckmaschine.
Schmalbahn
Der Papierbogen liegt schmal in der Papierbahn, aus der er geschnitten wird. Die lange Kante liegt parallel zur Laufrichtung des Papiers (bevorzugte Richtung der Fasern).
Schmitz
Bezeichnet einen Fehler in der Druckabwicklung, der sich in Form eines verschmierten Abdruckes und unscharfen Druckbildes äußert.
Schmorkohl
Ein besonders einfacher, anspruchsloser Auftrag.
Schmuckfarbe, Sonderfarbe
Eine zusätzliche Farbe, die nicht zu den im Druck üblichen Farben CMYK-Farbsystem der jeweiligen Skala gehört, wie etwa für CI-Farben.
Schmutztitel
Das Blatt vor dem Titelblatt eines Buches.
Schnittkanten
Übertragung von Filmkanten auf die Druckplatte, die durch manuelle Korrektur oder Nachbelichtung mit diffusem Licht beseitigt werden.
Schneidemarke, Beschnittmarke
Feine Linien, die das Format der Drucksache markieren.
Schön- und Widerdruck
Druck auf Vorder- und Rückseite eines Papierbogens.
Schönseite
Die bei der Blattbildung des Papiers in der Papiermaschine aufliegende Filzseite hat weniger Struktur und wird glatter – also schöner – also die auf dem Sieb aufliegende Seite mit dessen „rauer“ Gitterform.
Schreibmarke, Cursor
Markiert in einem Computerprogramm die aktuelle Bearbeitungsposition.
Schriftfamilie
Bezeichnet eine Gruppe zusammengehörender Schriftschnitte.
Schriftgrad
Angabe für die Größe der Schrift in Punkt.
Schriftgröße
siehe Schriftgrad
Schriftlinie
Die Linie, auf der alle Buchstaben stehen. Unter diese Grundlinie ragende Schriftzeichen besitzen eine Unterlänge.
Schriftmuster
Dient zur Auswahl der passenden Schrift.
Schriftschnitt
Verschiedene Varianten einer Schrift, wie Normal, Halbfett, Fett/Bold oder Kursiv/Italic.
Schuppenanleger
Bezeichnung für ein Transportsystem zur Bogenzuführung an Bogendruckmaschinen.
Schusterjunge
Ist im Buchdruck die erste Zeile eines Absatzes, die als letzte Zeile auf einer Seite oder in einer Spalte steht.
Schutzfrist
Dauer des urheberrechtlichen Schutzes, der in Deutschland auf 70 Jahre nach dem Tod des Urhebers befristet ist.
Schweizerdegen
Bezeichnung für jemanden, der eine Ausbildung zum Drucker und zum Schriftsetzer absolviert hat.
Screendesign
Für den Monitor entwickeltes Layout.
Scribble
Eine skizzenhafte Zeichnung oder ein (Vor-)Entwurf.
Seitenrichtig, seitenverkehrt
Bezeichnung für die Erscheinung des Druckbilds auf der Druckform. Buchdruck- und Tiefdruckformen sind seitenverkehrt angelegt, während Offsetdruckformen seitenrichtig auf die Platte kopiert werden.
Seitenumbruch
Bezeichnet die Gestaltung einer Seite eines Buches oder Broschüre. Im Bleisatz hieß so das Zusammenfügen von Schrift und Klischees der Abbildungen.
Sekundärfarben
Mischung von zwei Primärfarben zu gleichen Teilen.
Semantik
Die Lehre von der Bedeutung der Zeichen.
Semibold, halbfett
Ein typografischer Begriff, der sich auf den Schnitt einer Schrift zwischen normal und fett bezieht, semibold ist die englische Form von halbfett.
Serifen
Füßchen und Köpfchen, die einen Buchstabenstrich am Ende, quer zu seiner Grundrichtung abschließen.
Setzen
Das Anlegen von Text- und Bildmaterial nach typografischen Regeln, ursprünglich das Setzen im Handsatz von einzelnen Bleilettern.
Setzmaschine
Bezeichnung für ein Gerät zur Herstellung des Satzes aus Schriftmetall. Dabei wird zwischen einer Zeilensetzmaschine oder Linotype und einer Setzmaschine für Einzelbuchstaben oder Monotype unterschieden.
SGML
Abkürzung für Standard Generalized Markup Language und bedeutet Normierte Verallgemeinerte Auszeichnungssprache. Es handelt sich um eine Metasprache, mit deren Hilfe verschiedene Auszeichnungssprachen für Dokumente definiert werden können.
Shannon-Faktor
Wird ein Bild mit 300 dpi gebraucht, sollte es mit 600 dpi eingescannt werden, um Reserven für Korrekturen zu haben.
Short run color printing
Anderer Begriff für den Digitaldruck.
Siebdruck, Serigrafie
Ein Durchdruckverfahren, bei dem die Druckfarbe mit einem Gummirakel durch ein feinmaschiges textiles Gewebe hindurch auf das zu bedruckende Material gedrückt wird.
Siebseite
Die Rückseite des Papiers, die bei der Blattbildung des Papiers in der Papiermaschine am Sieb aufliegende Seite erhält dadurch eine „raue“ Struktur. Demgegenüber heißt die Vorderseite dann Schönseite oder Filzseite.
Signet
Bezeichnung für ein grafisch gestaltetes Personen-, Firmen- oder Warenzeichen.
Silberhalogenidplatte
Aktueller, kostengünstiger Plattentyp für CTP.
Skalieren
Anpassen an eine vorgegebene oder gewünschte Größe.
Sleeve, Trägersleeve
Bezeichnung für die auswechselbare äußere Schale bei Tiefdruck- oder Flexodruckzylindern.
SM-Papier
Abkürzung für Schreibmaschinenpapier.
Softfont
Schriften, die nicht auf den Drucker geladen sind, sondern mit dem Druckauftrag gesendet werden.
Softproof
Auf dem Monitor werden die Farben so dargestellt, wie sie im Druck aussehen werden.
Softripping
im Software-RIP wird der Ripvorgang nur per Software und nicht mit spezieller Hardware durchgeführt.
Sonderfarbe
siehe Schmuckfarbe
Sonderzeichen
Satzzeichen, die nicht zu den in Schriftzeichen festgehaltenen Lauten des Alphabets gehören.
Spalte, Kolumne
Bezeichnet im Buchdruck den zur Seite gestalteten Satz eines Druckwerks. Dessen einzelne Spalte heißt Kolumne.
Spationierung
Bezeichnet den Umgang des Typografen mit dem Zwischenraum der Buchstaben und Wörter, bevorzugt für eine optimierte Leserlichkeit.
Spektralfarben
Farben des Spektrums, die für das menschliche Auge stufenlos von Violett bis Rot sichtbar sind.
Sperren
Bezeichnet in der Typografie eine Schriftauszeichnung zur Hervorhebung von Textteilen durch Vergrößerung der Abstände.
Spieß
Unbeabsichtigt mitdruckendes Blindmaterial.
Spitz werden
Bezeichnung im Fortdruck für das Hellerwerden der Bildmotive, besonders in den hellen Bereichen des Drucks. Als in Buchdruckzeiten noch Klischees verwendet wurden, waren die kleinen Rasterpunkte in Hochlichtern/Spitzlichtern tatsächlich physikalisch klein und spitz und neigten im Fortdruck zum Wegbrechen. Dadurch wurden die Spitzlichter noch spitzer.
Spitzlicht
Die hellsten Tonwerte einer Aufsichtsvorlage oder eines Diapositivs. Der Begriff stammt ursprünglich aus der Malerei.
Spooling
Ein Vorgang im Betriebssystem, bei dem zu bearbeitende Druckaufträge in einem Puffer gesammelt werden, bevor sie der eigentlichen Verarbeitung zugeleitet werden.
Standbogen, Standvorlage
Bezeichnung für einen auslinierten Druckbogen, um den genauen Stand aller Texte, Bilder sowie Seitenpositionen kontrollieren zu können. Auch Bezeichnung für den fertigen Bogen (samt aufgeklebter Elemente).
Standmachen
Fertigstellung eines Standbogens durch Aufkleben der diversen Elemente (Texte, Bilder, Schnittmarkierungen usw.).
Standfarbe
Begriff bei der Farbregistermessung.
Stanzen
Das Ausschneiden individueller Formen mit Hilfe von Stanzwerkzeugen.
Stege
Im Bleisatz das größte nichtdruckende Material zum Ausfüllen von Flächen, die nicht bedruckt werden sollen.
Stehsatz
Texte oder Textteile, die immer wieder verwendet werden für Folgeaufträge oder für Druckaufträge, die in ähnlicher Form oder mit geringen Änderungen immer wieder gedruckt werden, Geschäftskarten, Briefpapiere, Sprüche für Hochzeitsanzeigen. Stehsatz wurde auch als „Speck“ bezeichnet, da sich die Setzer durch die Zeitersparnis bei der Verwendung mehr Aufträge sichern, die durch Stehsatzelemente schneller erledigten Aufträge jedoch voll abrechnen konnten.
Stehende Seiten
Die Oberkanten der Seiten verlaufen parallel zur Zylinderachse.
Steindruck
Ein Flachdruckverfahren, bei dem von einem Lithografiestein gedruckt wird.
Strich
Oberflächenveredelung von Papieren.
Strichcode, Barcode
Darstellung von Zahlen mittels eines Strichsystems zum Einlesen in einen Computer.
Strichvorlage
Vorlage für Zeichnungen oder Grafiken, die keine Halbtöne enthalten.
Strippen, Strippingfilm
Veraltete Technik, um Korrekturen auf der Druckvorlage vorzunehmen. Dazu wurde eine spezielle Reprofilmsorte benötigt, den abziehbaren Strippingfilm.
Stützpunkte
Auch Ankerpunkte genannt, die Punkte einer Bézierkurve in Vektorgrafiken bezeichnen.
Stylesheet
Ein Stylesheet entspricht einer Formatvorlage.
Supersampling
Ausschöpfen der erreichbaren Farbtiefe über 8 bit je Farbkanal, um die Bildbearbeitung zu verbessern.
Sujet
Bezeichnet ein Bildmotiv.
SWOP
Abkürzung für Specification for Web Offset Publications und bezeichnet den amerikanischen Standard für die Druckfarben. In Europa heißt der Standard Euroskala.
Symbol-Font
Gegenstück zur digitalen Schriftart, welches verschiedene Symbole, wie etwa Zierrat, über die Tastatur verfügbar macht.
Syntax
In der Grammatik ist darunter die Lehre vom Satzaufbau zu verstehen. In der Typografie bezeichnet Syntax eine Schriftart.

### T
Tablett
siehe Grafiktablett.
Tageslichtarten
Bezeichnung für zwei Weißlichtstandards der Druckindustrie, die den verschiedenen Tageslichtphasen nachempfunden sind. D50 mit einer Farbtemperatur von 5000 Kelvin zu Beurteilung von Fotos und Monitoren. D65 mit 6500 Kelvin wird zur Beurteilung von Weißmacher oder optische Aufheller enthaltende Papiere und Druckfarben.
Tänzer
Papier-Speicherwalzen für Magazin-Rollenwechsler zur Verwendung im Rollenoffset.
Taschenfalzmaschinen
Beim Taschenfalz läuft der Bogen in eine Falztasche und wird dann durch den Staudruck gefalzt.
Teilkreisdurchmesser
Durchmesser, in dem um einen Mittelpunkt herum Bauteilelemente, meist für das Gummituch beim Offsetdruck, angeordnet sind.
Templates
Vorbereitete Musterseiten in den verschiedenen Desktop-Publishing-Programmen, um immer wiederkehrende Arbeiten schneller abarbeiten zu können.
Textura (Textur)
Name einer gebrochenen Schrift, die in Nordfrankreich zur Zeit der Gotik entstand und daher oft als gotische Schrift bezeichnet wird.
Thermoplatte, Thermalplatte
Bezeichnung für eine Offsetdruckplatte, die bei CTP-Systemen durch Hitze (Thermoenergie) und nicht durch Licht bebildert wird.
Thermosublimation
Bezeichnet ein Farbdruckverfahren in Thermodruckern, bei dem hohe Temperaturen von 300 bis 400 °C genutzt werden. Die Farbe wird in einen gasförmigen Zustand versetzt und aufs Papier aufgedampft.
Thesaurus
Bezeichnung für ein Modell zur Beschreibung eines Themengebiets. Es besteht aus einer systematisch geordneten Sammlung von Begriffen, die in thematischer Beziehung zueinander stehen.
Thumbnail, Miniaturbild
Kleine digitale Grafiken oder Bilder als Vorschau für eine größere Version.
Tiefdruck
Druckverfahren, bei dem die druckenden Partien der Druckform vertieft liegen.
Tiefdruckzylinder
Bezeichnung der Druckform für den Tiefdruck, die aus einem zylindrischen Stahlhohlkern und einer mit Kupfer beschichteten Oberfläche besteht.
Tiefe, Tiefenplatte
Als Tiefe werden die dunkelsten Partien eines Motivs bezeichnet. Missverständnisse können entstehen, da auch die Druckfarbe Schwarz (K) als Tiefe, die zugehörige Druckplatte Tiefenplatte genannt wird.
Tiegeldruckpresse
Bezeichnung für eine Druckpresse im Buchdruck, bei der sowohl der Press- als auch der Gegendruckkörper je eine ebene Fläche bilden. Das bekannteste Fabrikat ist der Heidelberger Tiegel.
TIFF
Abkürzung für Tagged Image File Format, bedeutet Markiertes Bilddatenformat und bezeichnet ein Dateiformat zur Speicherung von Bilddaten.
Titelblatt
Das Blatt im Buch, auf dem der Titel erscheint.
Titelsatz
Bezeichnung für den Satz von Überschriften und Großbuchstaben.
Titelei
Bezeichnung für die Seiten eines Buches, die dem eigentlichen Text vorangestellt sind.
Tonen
Nichtdruckende Partien auf der Druckplatte oder dem Druckzylinder drucken. So werden im Druckergebnis unerwünschte verwaschene Flächen in der tonenden Druckfarbe erzeugt.
Ton- und Farbwertkorrekturen
Früher war es eine manuelle Tätigkeit der Retuscheure in den verschiedenen Druckverfahren. Deren wird zunehmend Funktion in einer Bildbearbeitungs-Software ersetzt, wie Adobe Photoshop oder GIMP, mit der der Ton- und Farbwert eines Bildes zu verändern ist.
Tonwert
Bezeichnung für den Grau- oder Farbwert innerhalb eines Bildmotivs oder Farbspektrums.
Tonwertzuwachs
Verbreiterung der Rasterpunkte im Druck, so dass das Druckbild ungewollt dunkler wird als beabsichtigt.
Transparenz, native
transparente Objekte in einer Druckausgabedatei.
Trapping, Überfüllung
Begriff aus der Reproduktionstechnik und bezeichnet die Überlappung von Farbflächen. Verhindert beim Übereinanderdruck mehrerer Farben, dass weiße Blitzer erscheinen.
TRC
Abkürzung für Tone Reproduction Curve und bezeichnet die Gradationskurve eines Farbauszuges oder des ganzen Bildes.
Trimmer
Bezeichnung für einen Dreiseitenschneider in einer Druckproduktionsstraße. Es werden im Prozess Kopf-, Fuß- und Außenseite beschnitten.
Trocknung (von Druckfarben)
Unter Trocknung ist allgemein die Verfestigung der Druckfarbe auf dem Bedruckstoff zu verstehen. Dabei wird zwischen der physikalischen, chemischen und physikalisch-chemischen Trocknung unterschieden.
Trommelscanner
Dient zum Abtasten von Durchsichts- und Aufsichtsvorlagen und wurde in der Druckvorstufe eingesetzt. Die Vorlagen werden auf einer rotierenden Walze gescannt, um gerasterte Farbauszüge zu erzeugen.
True Colour, Echtfarben
Begriff aus der Computertechnik und bezeichnet eine Farbtiefe von 24 Bit, das entspricht rund 16,78 Millionen Farben. Bilder dieser Farbtiefe erwecken beim menschlichen Betrachter einen natürlichen Eindruck.
TrueType
Ein Schriftdarstellungsstandard für Bildschirm und Druck. Er ist gegenwärtig in die Betriebssysteme Windows und Mac OS/macOS integriert.
TWAIN
Standard zum Austausch von Daten zwischen Bildeingabegeräten und Programmen für Windows und Mac OS. Ein mit einer TWAIN-Schnittstelle ausgestattetes Bildverarbeitungsprogramm kann Daten von jedem Bildeingabegerät entgegennehmen, das seinerseits entsprechende Unterstützung bietet.
Type, Drucktype
Einzelbuchstabe zur Herstellung des Satzes für den Buchdruck.
Typografie
Bezeichnung für gedruckte Schrift in Abgrenzung zur Handschrift.
Typografisches Maßsystem, Schriftgrad
Begriff aus dem Buchdruck für die Größe einer Schrift.
Typograph-Zeilensetzmaschine
Matrizen in Stabform in einem Drahtkorb wurden durch eine Tastatur angeschlagen, in einem Sammler gesammelt und in Zeilenform gegossen, danach kippte der Drahtkorb und die Matrizen kehrten in die Ausgangsstellung zurück.
Typometer
Bezeichnung für einen typografischen Maßstab zur Textumfangsberechnung.

### U
Überbelichtung
Über die Normalbelichtung hinausgehende Mehrbelichtung wie bei der Plattenkopie, die zu Veränderungen des Druckbilds führt.
Überdrucken
Verfahren, zwei Farben übereinander zu drucken. Gegenteil von Aussparen
Überfüllung, Unterfüllung
Siehe Trapping
Übersatz
Satzvolumen, das im dafür geplanten Umfang nicht mehr unterzubringen ist. Durch Textstreichungen, Verringern des Zeilenabstands, geringere Laufweite oder kleinere Schriftgrößen kann Übersatz eliminiert werden.
UCR
Abkürzung für Under Color Removal und bedeutet Unterfarbenreduktion. Es dient zur Einsparung von Druckfarbe, weil in den dunklen Tönen hauptsächlich mit Schwarz gedruckt wird, während der Buntteil CMY stark reduziert wird.
Umbruch
Anordnung von Text und Bildern auf einer Seite.
Umdrehen
Einen Bogen so wenden, dass Vorder- und Seitenanlage wechseln. Es wird jedoch die gleiche Bogenseite bedruckt.
Umdruck
Verfahren zur Übertragung einer Originalzeichnung von Papier auf Stein oder Metall.
Umfangberechnung
Rechnerische Ermittlung der voraussichtlichen Anzahl von Druckzeilen oder Seitenzahl einer Drucksache anhand des Manuskripts.
Umfließen
Layout-Funktion in DTP-Programmen, bei der Text um andere Elemente der Seite – etwa um unregelmäßig geformte Bilder – herumfließt.
Umschlagen
Einen Bogen so wenden, dass die Seitenmarke wechselt, die gleiche Seite jedoch an den Vordermarken bleibt. Nach dem Umschlagen liegt die Rückseite des Bogens oben.
Umstülpen
Einen Bogen so wenden, dass die gleiche Seite an der Seitenmarke bleibt, die Vordermarke jedoch wechselt. Nach dem Umstülpen liegt die Rückseite des Bogens oben.
Unbeschnitten
Ein Bogen oder Buchblock mit den erforderlichen größeren Abmessungen des Rohformats.
Unbuntaufbau
Form des Bildaufbaus, bei dem gleiche Farbwerte aus Cyan, Magenta und Gelb, die im Druck Grau ergeben, durch einen dem Grau entsprechenden Schwarzanteil ersetzt werden.
Unterlänge
Buchstabenlänge unter der Schriftlinie, beispielsweise bei den Buchstaben p g j y.
Unscharfmaskierung, Selektive Schärfe
Bezeichnet in der Bildbearbeitung eine Filtermethode, die den Schärfeeindruck von Fotos und Bildern durch die Kontrastanhebung kleiner Helligkeitsunterschiede verbessert.
Unterschneiden
Verringern des horizontalen Abstands zwischen einzelnen Buchstabenpaaren oder Gruppen, um ein ausgewogenes Schriftbild zu erreichen.
Urheber
Bezeichnung für den Schöpfer eines Werks, zum Beispiel ein Buchautor, Künstler, Grafiker, Fotograf oder Komponist.
Urheberrecht
Das Urheberrechtsgesetz schützt das schöpferische, individuelle Geisteswerk eines Menschen. In Deutschland ist dies das Urheberrechtsgesetz (UrhG) der Bundesrepublik Deutschland vom 9. September 1965.
URL
Abkürzung für Uniform Resource Locator und bezeichnet die Adresse im World Wide Web.
USB
Abkürzung für Universal Serial Bus und bezeichnet eine universelle serielle Schnittstelle in einem Computer.
UV-Trocknung, UV-Druckfarben
Ein im Bindemittel der Druckfarben enthaltener Fotokatalysator wird durch UV-Licht aktiviert und leitet die Trocknung durch einen Polymerisationsprozess ein. Die Trocknung erfolgt innerhalb von Sekunden. UV-Druckfarben werden vor allem im Offsetdruck und Siebdruck für spezielle Produkte eingesetzt.

### V
Vakatseite
Eine unbedruckte Seite, die bei der Seitenzählung berücksichtigt wird.
Vektorgrafik
Im Vergleich zu einer Pixelgrafik auflösungsunabhängige Darstellungs- und Ausgabemöglichkeit für Bild- und Grafikdateien, die Details und Flächen werden durch Vektoren mit bestimmter Länge und Ausrichtung beschrieben.
Vektorisieren
Auch als Tracing bezeichnete Umwandlung einer Pixelgrafikdatei in eine Vektorgrafikdatei.
Verblocken
Zusammenkleben aufeinanderliegender druckfrischer Bogen im Ablagestapel.
Verlauf
Bezeichnung für eine Technik, die durch stufenlos veränderte Rasterung allmähliche Übergänge zwischen mindestens zwei Farbnuancen (Farbverlauf), zwei Grautönen (Helligkeitsverlauf) oder bunter und unbunter Farbnuancen (Sättigungsverlauf) erzeugt.
Versalausgleich
Bei der Schreibweise mit Großbuchstaben (Versalien) kann es zu unregelmäßigen Zeichenabständen kommen. Beim Versalausgleich wird diese Ungenauigkeit korrigiert. Beispiel: In WALTER entsteht optisch ein „Loch“ zwischen L und T; zum Ausgleich werden die anderen Zeichenabstände leicht vergrößert.
Versalhöhe
Höhe der Großbuchstaben, die bei unterschiedlichen Schriften trotz gleicher Punktgröße nicht identisch sein muss.
Versalien
Bezeichnung für Großbuchstaben, auch Majuskel genannt.
Vertikaler Keil
Besondere Formatierung innerhalb eines Textrahmens, bei der die einzelnen Absätze und Zeilen innerhalb eines zulässigen Umfangs auseinandergezogen werden.
Verteiltes Drucken
Zentrales Erstellen von Dokumenten, Versenden der Seitendaten via DFÜ und anschließende Ausgabe über Digitaldruckmaschinen bei lokalen Druckereien in aller Welt.
Vierfarbdruck
Bezeichnung aller Druckverfahren, bei denen beliebig viele Farbtöne und -nuancen durch Übereinanderdruck der CMYK-Grundfarben erzielt werden.
Vignette
Kleine Verzierungen mit Ornamenten oder Bildern in Büchern und anderen Drucksachen.
Viskosität
Maß für die Zähflüssigkeit der Druckfarbe. Je größer die Viskosität, desto dickflüssiger ist die Farbe.
Vollerwerden, Tonwertzuwachs
Zunahme der Tonwerte durch Verbreiterung der Rasterpunkte beim Druck.
Vollton
Fläche bei Druckvorlagen im Gegensatz zu gerasterten Halbtönen.
Volltondichte
Mit dem Densitometer ermittelte Farbdichte einer Volltonfläche.
Vordermarke
Bezeichnet eine Vorrichtung an der Druckmaschine, die einen einlaufenden Papierbogen exakt nach vorne in der Transportrichtung ausrichtet.
Vorlage, Original
Dient zur Druckvorlagenherstellung und kann aus Text- und Bildvorlagen bestehen, die ihrerseits in Aufsichts- und Durchsichtsvorlagen unterteilt werden.
Vorsatz
Reißfestes Doppelblatt, das für die Verbindung zwischen dem Buchblock und der Buchdecke sorgt. Die auf den inneren Buchdeckel geklebte Seite wird Spiegel genannt, während die zweite Seite frei bleibt und fliegendes Blatt heißt.
Vorschub
Bezeichnet den Abstand von Zeile zu Zeile, im Gegensatz zum Durchschuss, der den Abstand zwischen den Zeilen charakterisiert.

### W
Waisenkind, Hurenkind
Typografischer Ausdruck für einen fehlerhaften Umbruch, wenn die letzte Zeile eines Absatzes als erste Zeile auf einer Seite oder Spalte steht, also verwaist ist.
Wasserloser Offsetdruck
Ein Verfahren, bei dem unter Verwendung spezieller Farben und mit Hilfe besonderer Plattenbeschichtungen ohne Feuchtmittel gedruckt wird. Wegen der geringeren Durchfeuchtung des Papiers sind feinere Druckraster und eine präzisere Farbführung möglich.
Wasserzeichen
Qualitätskennzeichen im Papier, das nur in der Durchsicht zu erkennen ist.
Wegschlagen
Physikalische Trocknung, wobei die Binde- oder Lösungsmittel der Druckfarben in das Papier eindringen, während die Harzanteile mit Pigmenten an der Oberfläche bleiben und verhärten.
Weißmacher
Bezeichnung für optische Aufheller im Papier.
Weiterverarbeitung
Nach dem Druck können Druckbogen geschnitten, gestanzt, gefalzt, geheftet, genutet, kaschiert und perforiert werden.
Wendetrommel
Mechanische Vorrichtung zum Wenden des Bogens, wie bei der Einrichtung in kombinierten Zweifarben- sowie Schön- und Widerdruckmaschinen.
Werkdruck
Druck von Büchern und Broschüren, die überwiegend Text enthalten.
Werksatz
Bezeichnung aus dem Bleisatz für regelmäßig wiederkehrende ähnliche Satzarbeiten (Periodika), im Gegensatz zum Akzidenzsatz.
Wickelfalz
Eine Form des Parallelfalzes, bei der zwei oder mehrere gleich breite Teile des Falzbogens ohne Richtungswechsel um ein Bogenteil gefalzt werden.
Widerdruck
Druck der Rückseite eines Druckbogens. Der Druck auf der Vorderseite des Bogens heißt Schöndruck.
Wiegendruck, Inkunabeln
Bezeichnung für die mit beweglichen Lettern gedruckten Schriften, die bis zum 31. Dezember 1500 hergestellt wurden.
Wischwasser
Anderer Ausdruck für das Feuchtmittel beim Offsetdruck.
Wolkigkeit
Ungleichmäßige Farbdeckung auf Volltonflächen eines Druckbogens, die meist durch eine fehlerhafte Farb-Wasser-Balance verursacht wird.
Workflow
PDF-Workflow: Arbeitsablauf zur Verarbeitung von PDF-Daten in der Druckerei. Workflowmanagement: Steuerung des Arbeitsablaufes in Netzwerken und deren angeschlossene Rechner und Ausgabegeräte, wie Belichter, CTP, Proof, Drucker, Druckmaschine, Weiterverarbeitung.
Wortzwischenraum
Abstand zwischen den einzelnen Wörtern in einer Zeile, der sich in Layout-Programmen einstellen lässt.
WYSIWYG
Abkürzung für What You See Is What You Get (Was du siehst ist was du bekommst). Reale Bildschirmdarstellung dessen, was am Drucker oder Plotter ausgegeben wird.

### X
Xerografie
Elektrostatisches Kopierverfahren, umgangssprachlich Fotokopie genannt.
XTensions
Spezielle, oft von Fremdanbietern offerierte Programm-Module, die die Funktionalität des Layoutprogramms QuarkXPress erhöhen.

### Y
Y
Bezeichnung für die Farbe Gelb (Yellow) aus dem CMYK-Farbmodell.
YCC
Das auf der Kodak Photo CD genutzte Datenformat, bei dem Y für die Helligkeit und die beiden C (Cr, Cb) für die Rot-Grün- und die Blau-Gelb-Buntheit stehen, die Bilddaten auf der Photo CD sind nach der Huffman-Kompressionsmethode codiert und besitzen eine Farbtiefe von 24 bit/Pixel.

### Z
Zeichenausgleich
Spationieren in der Typografie bei einzelnen Lettern.
Zeilenbreite
Eine gut lesbare Zeile sollte nicht weniger als 25 und nicht mehr als 75 Zeichen enthalten.
Zeilenschaltung
Beendet die Zeile manuell und setzt die Schreibmarke oder Cursor an den Anfang der nächsten Zeile, ohne einen neuen Absatz zu bewirken. Eine solche weiche Zeilenschaltung, die keinen neuen Absatz bewirkt, wird in vielen Textverarbeitungsprogrammen mit der Tastenkombination Umschalt+Eingabe erreicht.
Zeilenausschluss
Begriff aus dem Bleisatz, der Blindmaterial (Ausschluss) von einem bis mehrere Punkt Stärke bezeichnet, um die Zeilen auf volle Breite zu bringen.
Zeitungsformat
Beschreibt die Größe in der Angabe Breite mal Höhe einer nicht aufgeschlagenen Zeitung.
Zeitungsdruckpapier
Stark holzschliff- oder altpapierhaltiges, maschinenglattes Papier mit einem Flächengewicht von 40 bis 57 g/m²
Zellstoff
Bezeichnung für die beim chemischen Aufschluss von Pflanzenfasern, zumeist verschiedene Holzarten, entstehende faserige Masse, die vorwiegend aus Zellulose besteht. Zellstofffasern sind die Grundlage zur Herstellung von Papier. Holz ist der Rohstoff für über 90 % des weltweit erzeugten Zellstoffs.
Zellulose
Der Hauptbestandteil pflanzlicher Zellwände und die häufigste organische Verbindung der Erde. Zellulose wird hauptsächlich aus Holz gewonnen.
Zentrierter Satz, Axialsatz
Typografischer Ausdruck für Satz, dessen Zeilenmitte exakt an der Mittelachse einer Seite oder Kolumne ausgerichtet ist.
Zickzackfalz, Leporellofalz
Bezeichnung für Parallelfalze, bei denen die Seiten wie bei einer Ziehharmonika hintereinanderliegen.
Zoll, Inch
Englisches Längenmaß von exakt 2,54 cm.
Zonenschrauben
Bezeichnung für Stellschrauben, mit denen bei Druckmaschinen partiell die Farbmenge (Farbführung) reguliert werden kann.
Zusammentragen
Begriff aus der Buchbinderei und bezeichnet das Sortieren und Stapeln der einzelnen gefalzten Druckbogen eines Buches oder einer mehrlagigen Broschüre in der richtigen Reihenfolge vor dem Binden. Für diese Aufgabe werden spezielle Zusammentragmaschinen eingesetzt.
Zuschuss
Bezeichnet die über die für den Auftrag erforderliche Druckbogenzahl hinausgehende Papiermenge, die zum Einrichten (Rüsten) der Maschinen für den Fortdruck und die Weiterverarbeitung notwendig ist.
Zusetzen der Druckform
Druckfarbe und Papierstaub setzen nicht druckende Teile der Druckform zu und verursachen dadurch Tonwertveränderungen, besonders in gerasterten Dreivierteltönen und Tiefen.
Zwiebelfisch
Ein einzelner Buchstabe, der in einer anderen Schriftart oder einem anderen Schriftschnitt als der restliche Text gesetzt wurde.
Zwischenschnitt
Zwischen den einzelnen Nutzen auf einem Druckbogen ist ein zusätzlicher Materialstreifen notwendig, damit jedes Exemplar exakt auf Format beschnitten werden kann.
Zwischentitel
Bezeichnung für ein besonderes Blatt im Buch, das den Beginn eines neuen Abschnitts kennzeichnet.
Zurichtung
Feinabstimmung der Druckkraft im Buchdruck, indem nichtausdruckende Teile der Druckform im Aufzug des Gegendruckzylinders mit Papier hinterlegt werden.
Zylinder
Bezeichnung für die zylindrischen Teile einer Druckmaschine, wie Druckzylinder, Gegendruckzylinder und Gummituchzylinder.